# Estratègia (escacs)
|  | Aquest article tracta sobre escacs. Vegeu-ne altres significats a «Estratègia». |

L'estratègia d'escacs té a veure amb l'avaluació de posicions de partides d'escacs i amb l'elaboració d'objectius i tàctiques a llarg termini per als moviments futurs. Durant l'avaluació, un jugador ha de tenir en compte, entre d'altres, el valor de les peces en el tauler, l'estructura de peons, la seguretat del rei, la posició i control de les caselles clau i de grups de caselles (diagonals, columnes obertes, debilitat de les caselles blanques o negres, etc.).
L'estratègia més bàsica consisteix a comptar el valor total de les peces d'ambdós bàndols. Els punts amb els quals es valoren aquestes peces estan basats en l'experiència. Normalment es considera que els peons valen un punt, els cavalls i alfils tres, les torres cinc i la dama nou; la diferència entre una torre i una peça menor (cavall o alfil) s'anomena "qualitat". El valor equivalent del rei en un final és de quatre punts. Aquests valors bàsics són modificats per altres factors com ara la posició de les peces (p. ex. els peons avançats normalment són més valuosos que els que es troben en la posició inicial), la coordinació entre peces (p. ex. una parella d'alfils normalment es coordinen millor que un alfil i un cavall) o el tipus de posició (els cavalls són generalment millors en posicions tancades amb molts peons, mentre que els alfils són més poderosos en posicions obertes).
Un altre factor important en l'avaluació de posicions d'escacs és l'estructura de peons o "esquelet de peons". Com que els peons són les peces menys mòbils dels escacs, l'estructura de peons és relativament estàtica i en gran manera determina la naturalesa estratègica de la posició. Les debilitats en l'estructura de peons, com els peons aïllats, doblats o endarrerits i els holes, un cop creades, normalment esdevenen permanents. Per tant, cal tenir una cura especial per evitar aquestes debilitats si no es compensen per altres avantatges, com la possibilitat de dur a terme un atac.

## Conceptes bàsics en l'avaluació de la posició
L'avantatge de material s'aplica estratègicament i tàctica. Generalment tenir més peces, o un conjunt de peces més potents significa més oportunitats de victòria. Una estratègia fonamental i una regla tàctica és capturar les peces de l'oponent mentre s'intenta conservar-ne una de pròpia que sigui capaç de fer mat, fins i tot un peó.
Els alfils i els cavalls són peces menors. Un cavall té aproximadament el mateix valor que un alfil, però menys que una torre. Les torres i la dama s'anomenen peces majors, o peces pesants. Els alfils són normalment considerats com a lleugerament superiors als cavalls en posicions obertes, especialment cap al final de la partida quan moltes de les peces són capturades, mentre que els cavalls tenen avantatge en posicions tancades. La possessió de la parella d'alfils és una arma particularment poderosa, especialment si l'oponent no la té.
Tres peons són més útils que un cavall en el final, però en el mig joc un cavall és més potent. Dues peces menors són més fortes que una sola torre. Dues torres són una mica més fortes que una dama.
Un sistema simple per valorar material és:
| Peça   | Valor |
| ------ | ----- |
| Peó    | 1     |
| Alfil  | 3     |
| Cavall | 3     |
| Torre  | 5     |
| Dama   | 9     |
| Rei    | ∞     |
Sota un sistema com aquest, deixar-se un cavall per guanyar una torre ("guanyar la qualitat") concedeix un avantatge equivalent a dos peons. Aquest sistema ignora complicacions com la posició concreta i la llibertat de les peces involucrades, però és un bon punt de partida. En una posició oberta, els alfils seran més valuosos que els cavalls (una parella d'alfils pot valer 7 punts o més en algunes situacions). En canvi, en una posició tancada, els alfils valen menys que els cavalls. També cal tenir en compte que moltes peces tenen una parella; en cas de tenir dos cavalls, dues torres, torre i dama, o alfil i dama, les peces combinades poden ser més fortes que la suma de les peces individuals. El rei té un valor infinit, ja que la seva pèrdua causa la pèrdua de la partida.

### Espai
En cas que tota la resta de factors siguin iguals, el bàndol que controli més espai del tauler, té l'avantatge. Més espai implica més opcions, que poden ser explotades ja sigui tàcticament o estratègica. Si totes les peces d'un jugador estan desenvolupades i no hi ha trucs tàctics o algun pla aparent a llarg termini, el jugador ha de buscar una jugada que permeti ampliar la seva influència, particularment al centre. De tota manera, en algunes obertures, un jugador accepta voluntàriament tenir menys espai durant un temps, per tal de poder contraatacar en el mig joc. Aquest és un dels conceptes que va desenvolupar l'hipermodernisme.
|   | a | b | c | d | e | f | g | h |   |
| 8 | a8 negres torre · d8 negres dama · f8 negres torre · g8 negres rei · a7 negres peó · b7 negres alfil · c7 negres peó · d7 negres cavall · e7 negres alfil · f7 negres peó · g7 negres peó · h7 negres peó · b6 negres peó · d6 negres peó · f6 negres cavall · d5 blanques peó · e5 negres peó · c4 blanques peó · e4 blanques peó · a3 blanques peó · c3 blanques cavall · g3 blanques peó · b2 blanques peó · e2 blanques cavall · f2 blanques peó · g2 blanques alfil · h2 blanques peó · a1 blanques torre · c1 blanques alfil · d1 blanques dama · f1 blanques torre · g1 blanques rei | a8 negres torre · d8 negres dama · f8 negres torre · g8 negres rei · a7 negres peó · b7 negres alfil · c7 negres peó · d7 negres cavall · e7 negres alfil · f7 negres peó · g7 negres peó · h7 negres peó · b6 negres peó · d6 negres peó · f6 negres cavall · d5 blanques peó · e5 negres peó · c4 blanques peó · e4 blanques peó · a3 blanques peó · c3 blanques cavall · g3 blanques peó · b2 blanques peó · e2 blanques cavall · f2 blanques peó · g2 blanques alfil · h2 blanques peó · a1 blanques torre · c1 blanques alfil · d1 blanques dama · f1 blanques torre · g1 blanques rei | a8 negres torre · d8 negres dama · f8 negres torre · g8 negres rei · a7 negres peó · b7 negres alfil · c7 negres peó · d7 negres cavall · e7 negres alfil · f7 negres peó · g7 negres peó · h7 negres peó · b6 negres peó · d6 negres peó · f6 negres cavall · d5 blanques peó · e5 negres peó · c4 blanques peó · e4 blanques peó · a3 blanques peó · c3 blanques cavall · g3 blanques peó · b2 blanques peó · e2 blanques cavall · f2 blanques peó · g2 blanques alfil · h2 blanques peó · a1 blanques torre · c1 blanques alfil · d1 blanques dama · f1 blanques torre · g1 blanques rei | a8 negres torre · d8 negres dama · f8 negres torre · g8 negres rei · a7 negres peó · b7 negres alfil · c7 negres peó · d7 negres cavall · e7 negres alfil · f7 negres peó · g7 negres peó · h7 negres peó · b6 negres peó · d6 negres peó · f6 negres cavall · d5 blanques peó · e5 negres peó · c4 blanques peó · e4 blanques peó · a3 blanques peó · c3 blanques cavall · g3 blanques peó · b2 blanques peó · e2 blanques cavall · f2 blanques peó · g2 blanques alfil · h2 blanques peó · a1 blanques torre · c1 blanques alfil · d1 blanques dama · f1 blanques torre · g1 blanques rei | a8 negres torre · d8 negres dama · f8 negres torre · g8 negres rei · a7 negres peó · b7 negres alfil · c7 negres peó · d7 negres cavall · e7 negres alfil · f7 negres peó · g7 negres peó · h7 negres peó · b6 negres peó · d6 negres peó · f6 negres cavall · d5 blanques peó · e5 negres peó · c4 blanques peó · e4 blanques peó · a3 blanques peó · c3 blanques cavall · g3 blanques peó · b2 blanques peó · e2 blanques cavall · f2 blanques peó · g2 blanques alfil · h2 blanques peó · a1 blanques torre · c1 blanques alfil · d1 blanques dama · f1 blanques torre · g1 blanques rei | a8 negres torre · d8 negres dama · f8 negres torre · g8 negres rei · a7 negres peó · b7 negres alfil · c7 negres peó · d7 negres cavall · e7 negres alfil · f7 negres peó · g7 negres peó · h7 negres peó · b6 negres peó · d6 negres peó · f6 negres cavall · d5 blanques peó · e5 negres peó · c4 blanques peó · e4 blanques peó · a3 blanques peó · c3 blanques cavall · g3 blanques peó · b2 blanques peó · e2 blanques cavall · f2 blanques peó · g2 blanques alfil · h2 blanques peó · a1 blanques torre · c1 blanques alfil · d1 blanques dama · f1 blanques torre · g1 blanques rei | a8 negres torre · d8 negres dama · f8 negres torre · g8 negres rei · a7 negres peó · b7 negres alfil · c7 negres peó · d7 negres cavall · e7 negres alfil · f7 negres peó · g7 negres peó · h7 negres peó · b6 negres peó · d6 negres peó · f6 negres cavall · d5 blanques peó · e5 negres peó · c4 blanques peó · e4 blanques peó · a3 blanques peó · c3 blanques cavall · g3 blanques peó · b2 blanques peó · e2 blanques cavall · f2 blanques peó · g2 blanques alfil · h2 blanques peó · a1 blanques torre · c1 blanques alfil · d1 blanques dama · f1 blanques torre · g1 blanques rei | a8 negres torre · d8 negres dama · f8 negres torre · g8 negres rei · a7 negres peó · b7 negres alfil · c7 negres peó · d7 negres cavall · e7 negres alfil · f7 negres peó · g7 negres peó · h7 negres peó · b6 negres peó · d6 negres peó · f6 negres cavall · d5 blanques peó · e5 negres peó · c4 blanques peó · e4 blanques peó · a3 blanques peó · c3 blanques cavall · g3 blanques peó · b2 blanques peó · e2 blanques cavall · f2 blanques peó · g2 blanques alfil · h2 blanques peó · a1 blanques torre · c1 blanques alfil · d1 blanques dama · f1 blanques torre · g1 blanques rei | 8 |
| 7 | a8 negres torre · d8 negres dama · f8 negres torre · g8 negres rei · a7 negres peó · b7 negres alfil · c7 negres peó · d7 negres cavall · e7 negres alfil · f7 negres peó · g7 negres peó · h7 negres peó · b6 negres peó · d6 negres peó · f6 negres cavall · d5 blanques peó · e5 negres peó · c4 blanques peó · e4 blanques peó · a3 blanques peó · c3 blanques cavall · g3 blanques peó · b2 blanques peó · e2 blanques cavall · f2 blanques peó · g2 blanques alfil · h2 blanques peó · a1 blanques torre · c1 blanques alfil · d1 blanques dama · f1 blanques torre · g1 blanques rei | a8 negres torre · d8 negres dama · f8 negres torre · g8 negres rei · a7 negres peó · b7 negres alfil · c7 negres peó · d7 negres cavall · e7 negres alfil · f7 negres peó · g7 negres peó · h7 negres peó · b6 negres peó · d6 negres peó · f6 negres cavall · d5 blanques peó · e5 negres peó · c4 blanques peó · e4 blanques peó · a3 blanques peó · c3 blanques cavall · g3 blanques peó · b2 blanques peó · e2 blanques cavall · f2 blanques peó · g2 blanques alfil · h2 blanques peó · a1 blanques torre · c1 blanques alfil · d1 blanques dama · f1 blanques torre · g1 blanques rei | a8 negres torre · d8 negres dama · f8 negres torre · g8 negres rei · a7 negres peó · b7 negres alfil · c7 negres peó · d7 negres cavall · e7 negres alfil · f7 negres peó · g7 negres peó · h7 negres peó · b6 negres peó · d6 negres peó · f6 negres cavall · d5 blanques peó · e5 negres peó · c4 blanques peó · e4 blanques peó · a3 blanques peó · c3 blanques cavall · g3 blanques peó · b2 blanques peó · e2 blanques cavall · f2 blanques peó · g2 blanques alfil · h2 blanques peó · a1 blanques torre · c1 blanques alfil · d1 blanques dama · f1 blanques torre · g1 blanques rei | a8 negres torre · d8 negres dama · f8 negres torre · g8 negres rei · a7 negres peó · b7 negres alfil · c7 negres peó · d7 negres cavall · e7 negres alfil · f7 negres peó · g7 negres peó · h7 negres peó · b6 negres peó · d6 negres peó · f6 negres cavall · d5 blanques peó · e5 negres peó · c4 blanques peó · e4 blanques peó · a3 blanques peó · c3 blanques cavall · g3 blanques peó · b2 blanques peó · e2 blanques cavall · f2 blanques peó · g2 blanques alfil · h2 blanques peó · a1 blanques torre · c1 blanques alfil · d1 blanques dama · f1 blanques torre · g1 blanques rei | a8 negres torre · d8 negres dama · f8 negres torre · g8 negres rei · a7 negres peó · b7 negres alfil · c7 negres peó · d7 negres cavall · e7 negres alfil · f7 negres peó · g7 negres peó · h7 negres peó · b6 negres peó · d6 negres peó · f6 negres cavall · d5 blanques peó · e5 negres peó · c4 blanques peó · e4 blanques peó · a3 blanques peó · c3 blanques cavall · g3 blanques peó · b2 blanques peó · e2 blanques cavall · f2 blanques peó · g2 blanques alfil · h2 blanques peó · a1 blanques torre · c1 blanques alfil · d1 blanques dama · f1 blanques torre · g1 blanques rei | a8 negres torre · d8 negres dama · f8 negres torre · g8 negres rei · a7 negres peó · b7 negres alfil · c7 negres peó · d7 negres cavall · e7 negres alfil · f7 negres peó · g7 negres peó · h7 negres peó · b6 negres peó · d6 negres peó · f6 negres cavall · d5 blanques peó · e5 negres peó · c4 blanques peó · e4 blanques peó · a3 blanques peó · c3 blanques cavall · g3 blanques peó · b2 blanques peó · e2 blanques cavall · f2 blanques peó · g2 blanques alfil · h2 blanques peó · a1 blanques torre · c1 blanques alfil · d1 blanques dama · f1 blanques torre · g1 blanques rei | a8 negres torre · d8 negres dama · f8 negres torre · g8 negres rei · a7 negres peó · b7 negres alfil · c7 negres peó · d7 negres cavall · e7 negres alfil · f7 negres peó · g7 negres peó · h7 negres peó · b6 negres peó · d6 negres peó · f6 negres cavall · d5 blanques peó · e5 negres peó · c4 blanques peó · e4 blanques peó · a3 blanques peó · c3 blanques cavall · g3 blanques peó · b2 blanques peó · e2 blanques cavall · f2 blanques peó · g2 blanques alfil · h2 blanques peó · a1 blanques torre · c1 blanques alfil · d1 blanques dama · f1 blanques torre · g1 blanques rei | a8 negres torre · d8 negres dama · f8 negres torre · g8 negres rei · a7 negres peó · b7 negres alfil · c7 negres peó · d7 negres cavall · e7 negres alfil · f7 negres peó · g7 negres peó · h7 negres peó · b6 negres peó · d6 negres peó · f6 negres cavall · d5 blanques peó · e5 negres peó · c4 blanques peó · e4 blanques peó · a3 blanques peó · c3 blanques cavall · g3 blanques peó · b2 blanques peó · e2 blanques cavall · f2 blanques peó · g2 blanques alfil · h2 blanques peó · a1 blanques torre · c1 blanques alfil · d1 blanques dama · f1 blanques torre · g1 blanques rei | 7 |
| 6 | a8 negres torre · d8 negres dama · f8 negres torre · g8 negres rei · a7 negres peó · b7 negres alfil · c7 negres peó · d7 negres cavall · e7 negres alfil · f7 negres peó · g7 negres peó · h7 negres peó · b6 negres peó · d6 negres peó · f6 negres cavall · d5 blanques peó · e5 negres peó · c4 blanques peó · e4 blanques peó · a3 blanques peó · c3 blanques cavall · g3 blanques peó · b2 blanques peó · e2 blanques cavall · f2 blanques peó · g2 blanques alfil · h2 blanques peó · a1 blanques torre · c1 blanques alfil · d1 blanques dama · f1 blanques torre · g1 blanques rei | a8 negres torre · d8 negres dama · f8 negres torre · g8 negres rei · a7 negres peó · b7 negres alfil · c7 negres peó · d7 negres cavall · e7 negres alfil · f7 negres peó · g7 negres peó · h7 negres peó · b6 negres peó · d6 negres peó · f6 negres cavall · d5 blanques peó · e5 negres peó · c4 blanques peó · e4 blanques peó · a3 blanques peó · c3 blanques cavall · g3 blanques peó · b2 blanques peó · e2 blanques cavall · f2 blanques peó · g2 blanques alfil · h2 blanques peó · a1 blanques torre · c1 blanques alfil · d1 blanques dama · f1 blanques torre · g1 blanques rei | a8 negres torre · d8 negres dama · f8 negres torre · g8 negres rei · a7 negres peó · b7 negres alfil · c7 negres peó · d7 negres cavall · e7 negres alfil · f7 negres peó · g7 negres peó · h7 negres peó · b6 negres peó · d6 negres peó · f6 negres cavall · d5 blanques peó · e5 negres peó · c4 blanques peó · e4 blanques peó · a3 blanques peó · c3 blanques cavall · g3 blanques peó · b2 blanques peó · e2 blanques cavall · f2 blanques peó · g2 blanques alfil · h2 blanques peó · a1 blanques torre · c1 blanques alfil · d1 blanques dama · f1 blanques torre · g1 blanques rei | a8 negres torre · d8 negres dama · f8 negres torre · g8 negres rei · a7 negres peó · b7 negres alfil · c7 negres peó · d7 negres cavall · e7 negres alfil · f7 negres peó · g7 negres peó · h7 negres peó · b6 negres peó · d6 negres peó · f6 negres cavall · d5 blanques peó · e5 negres peó · c4 blanques peó · e4 blanques peó · a3 blanques peó · c3 blanques cavall · g3 blanques peó · b2 blanques peó · e2 blanques cavall · f2 blanques peó · g2 blanques alfil · h2 blanques peó · a1 blanques torre · c1 blanques alfil · d1 blanques dama · f1 blanques torre · g1 blanques rei | a8 negres torre · d8 negres dama · f8 negres torre · g8 negres rei · a7 negres peó · b7 negres alfil · c7 negres peó · d7 negres cavall · e7 negres alfil · f7 negres peó · g7 negres peó · h7 negres peó · b6 negres peó · d6 negres peó · f6 negres cavall · d5 blanques peó · e5 negres peó · c4 blanques peó · e4 blanques peó · a3 blanques peó · c3 blanques cavall · g3 blanques peó · b2 blanques peó · e2 blanques cavall · f2 blanques peó · g2 blanques alfil · h2 blanques peó · a1 blanques torre · c1 blanques alfil · d1 blanques dama · f1 blanques torre · g1 blanques rei | a8 negres torre · d8 negres dama · f8 negres torre · g8 negres rei · a7 negres peó · b7 negres alfil · c7 negres peó · d7 negres cavall · e7 negres alfil · f7 negres peó · g7 negres peó · h7 negres peó · b6 negres peó · d6 negres peó · f6 negres cavall · d5 blanques peó · e5 negres peó · c4 blanques peó · e4 blanques peó · a3 blanques peó · c3 blanques cavall · g3 blanques peó · b2 blanques peó · e2 blanques cavall · f2 blanques peó · g2 blanques alfil · h2 blanques peó · a1 blanques torre · c1 blanques alfil · d1 blanques dama · f1 blanques torre · g1 blanques rei | a8 negres torre · d8 negres dama · f8 negres torre · g8 negres rei · a7 negres peó · b7 negres alfil · c7 negres peó · d7 negres cavall · e7 negres alfil · f7 negres peó · g7 negres peó · h7 negres peó · b6 negres peó · d6 negres peó · f6 negres cavall · d5 blanques peó · e5 negres peó · c4 blanques peó · e4 blanques peó · a3 blanques peó · c3 blanques cavall · g3 blanques peó · b2 blanques peó · e2 blanques cavall · f2 blanques peó · g2 blanques alfil · h2 blanques peó · a1 blanques torre · c1 blanques alfil · d1 blanques dama · f1 blanques torre · g1 blanques rei | a8 negres torre · d8 negres dama · f8 negres torre · g8 negres rei · a7 negres peó · b7 negres alfil · c7 negres peó · d7 negres cavall · e7 negres alfil · f7 negres peó · g7 negres peó · h7 negres peó · b6 negres peó · d6 negres peó · f6 negres cavall · d5 blanques peó · e5 negres peó · c4 blanques peó · e4 blanques peó · a3 blanques peó · c3 blanques cavall · g3 blanques peó · b2 blanques peó · e2 blanques cavall · f2 blanques peó · g2 blanques alfil · h2 blanques peó · a1 blanques torre · c1 blanques alfil · d1 blanques dama · f1 blanques torre · g1 blanques rei | 6 |
| 5 | a8 negres torre · d8 negres dama · f8 negres torre · g8 negres rei · a7 negres peó · b7 negres alfil · c7 negres peó · d7 negres cavall · e7 negres alfil · f7 negres peó · g7 negres peó · h7 negres peó · b6 negres peó · d6 negres peó · f6 negres cavall · d5 blanques peó · e5 negres peó · c4 blanques peó · e4 blanques peó · a3 blanques peó · c3 blanques cavall · g3 blanques peó · b2 blanques peó · e2 blanques cavall · f2 blanques peó · g2 blanques alfil · h2 blanques peó · a1 blanques torre · c1 blanques alfil · d1 blanques dama · f1 blanques torre · g1 blanques rei | a8 negres torre · d8 negres dama · f8 negres torre · g8 negres rei · a7 negres peó · b7 negres alfil · c7 negres peó · d7 negres cavall · e7 negres alfil · f7 negres peó · g7 negres peó · h7 negres peó · b6 negres peó · d6 negres peó · f6 negres cavall · d5 blanques peó · e5 negres peó · c4 blanques peó · e4 blanques peó · a3 blanques peó · c3 blanques cavall · g3 blanques peó · b2 blanques peó · e2 blanques cavall · f2 blanques peó · g2 blanques alfil · h2 blanques peó · a1 blanques torre · c1 blanques alfil · d1 blanques dama · f1 blanques torre · g1 blanques rei | a8 negres torre · d8 negres dama · f8 negres torre · g8 negres rei · a7 negres peó · b7 negres alfil · c7 negres peó · d7 negres cavall · e7 negres alfil · f7 negres peó · g7 negres peó · h7 negres peó · b6 negres peó · d6 negres peó · f6 negres cavall · d5 blanques peó · e5 negres peó · c4 blanques peó · e4 blanques peó · a3 blanques peó · c3 blanques cavall · g3 blanques peó · b2 blanques peó · e2 blanques cavall · f2 blanques peó · g2 blanques alfil · h2 blanques peó · a1 blanques torre · c1 blanques alfil · d1 blanques dama · f1 blanques torre · g1 blanques rei | a8 negres torre · d8 negres dama · f8 negres torre · g8 negres rei · a7 negres peó · b7 negres alfil · c7 negres peó · d7 negres cavall · e7 negres alfil · f7 negres peó · g7 negres peó · h7 negres peó · b6 negres peó · d6 negres peó · f6 negres cavall · d5 blanques peó · e5 negres peó · c4 blanques peó · e4 blanques peó · a3 blanques peó · c3 blanques cavall · g3 blanques peó · b2 blanques peó · e2 blanques cavall · f2 blanques peó · g2 blanques alfil · h2 blanques peó · a1 blanques torre · c1 blanques alfil · d1 blanques dama · f1 blanques torre · g1 blanques rei | a8 negres torre · d8 negres dama · f8 negres torre · g8 negres rei · a7 negres peó · b7 negres alfil · c7 negres peó · d7 negres cavall · e7 negres alfil · f7 negres peó · g7 negres peó · h7 negres peó · b6 negres peó · d6 negres peó · f6 negres cavall · d5 blanques peó · e5 negres peó · c4 blanques peó · e4 blanques peó · a3 blanques peó · c3 blanques cavall · g3 blanques peó · b2 blanques peó · e2 blanques cavall · f2 blanques peó · g2 blanques alfil · h2 blanques peó · a1 blanques torre · c1 blanques alfil · d1 blanques dama · f1 blanques torre · g1 blanques rei | a8 negres torre · d8 negres dama · f8 negres torre · g8 negres rei · a7 negres peó · b7 negres alfil · c7 negres peó · d7 negres cavall · e7 negres alfil · f7 negres peó · g7 negres peó · h7 negres peó · b6 negres peó · d6 negres peó · f6 negres cavall · d5 blanques peó · e5 negres peó · c4 blanques peó · e4 blanques peó · a3 blanques peó · c3 blanques cavall · g3 blanques peó · b2 blanques peó · e2 blanques cavall · f2 blanques peó · g2 blanques alfil · h2 blanques peó · a1 blanques torre · c1 blanques alfil · d1 blanques dama · f1 blanques torre · g1 blanques rei | a8 negres torre · d8 negres dama · f8 negres torre · g8 negres rei · a7 negres peó · b7 negres alfil · c7 negres peó · d7 negres cavall · e7 negres alfil · f7 negres peó · g7 negres peó · h7 negres peó · b6 negres peó · d6 negres peó · f6 negres cavall · d5 blanques peó · e5 negres peó · c4 blanques peó · e4 blanques peó · a3 blanques peó · c3 blanques cavall · g3 blanques peó · b2 blanques peó · e2 blanques cavall · f2 blanques peó · g2 blanques alfil · h2 blanques peó · a1 blanques torre · c1 blanques alfil · d1 blanques dama · f1 blanques torre · g1 blanques rei | a8 negres torre · d8 negres dama · f8 negres torre · g8 negres rei · a7 negres peó · b7 negres alfil · c7 negres peó · d7 negres cavall · e7 negres alfil · f7 negres peó · g7 negres peó · h7 negres peó · b6 negres peó · d6 negres peó · f6 negres cavall · d5 blanques peó · e5 negres peó · c4 blanques peó · e4 blanques peó · a3 blanques peó · c3 blanques cavall · g3 blanques peó · b2 blanques peó · e2 blanques cavall · f2 blanques peó · g2 blanques alfil · h2 blanques peó · a1 blanques torre · c1 blanques alfil · d1 blanques dama · f1 blanques torre · g1 blanques rei | 5 |
| 4 | a8 negres torre · d8 negres dama · f8 negres torre · g8 negres rei · a7 negres peó · b7 negres alfil · c7 negres peó · d7 negres cavall · e7 negres alfil · f7 negres peó · g7 negres peó · h7 negres peó · b6 negres peó · d6 negres peó · f6 negres cavall · d5 blanques peó · e5 negres peó · c4 blanques peó · e4 blanques peó · a3 blanques peó · c3 blanques cavall · g3 blanques peó · b2 blanques peó · e2 blanques cavall · f2 blanques peó · g2 blanques alfil · h2 blanques peó · a1 blanques torre · c1 blanques alfil · d1 blanques dama · f1 blanques torre · g1 blanques rei | a8 negres torre · d8 negres dama · f8 negres torre · g8 negres rei · a7 negres peó · b7 negres alfil · c7 negres peó · d7 negres cavall · e7 negres alfil · f7 negres peó · g7 negres peó · h7 negres peó · b6 negres peó · d6 negres peó · f6 negres cavall · d5 blanques peó · e5 negres peó · c4 blanques peó · e4 blanques peó · a3 blanques peó · c3 blanques cavall · g3 blanques peó · b2 blanques peó · e2 blanques cavall · f2 blanques peó · g2 blanques alfil · h2 blanques peó · a1 blanques torre · c1 blanques alfil · d1 blanques dama · f1 blanques torre · g1 blanques rei | a8 negres torre · d8 negres dama · f8 negres torre · g8 negres rei · a7 negres peó · b7 negres alfil · c7 negres peó · d7 negres cavall · e7 negres alfil · f7 negres peó · g7 negres peó · h7 negres peó · b6 negres peó · d6 negres peó · f6 negres cavall · d5 blanques peó · e5 negres peó · c4 blanques peó · e4 blanques peó · a3 blanques peó · c3 blanques cavall · g3 blanques peó · b2 blanques peó · e2 blanques cavall · f2 blanques peó · g2 blanques alfil · h2 blanques peó · a1 blanques torre · c1 blanques alfil · d1 blanques dama · f1 blanques torre · g1 blanques rei | a8 negres torre · d8 negres dama · f8 negres torre · g8 negres rei · a7 negres peó · b7 negres alfil · c7 negres peó · d7 negres cavall · e7 negres alfil · f7 negres peó · g7 negres peó · h7 negres peó · b6 negres peó · d6 negres peó · f6 negres cavall · d5 blanques peó · e5 negres peó · c4 blanques peó · e4 blanques peó · a3 blanques peó · c3 blanques cavall · g3 blanques peó · b2 blanques peó · e2 blanques cavall · f2 blanques peó · g2 blanques alfil · h2 blanques peó · a1 blanques torre · c1 blanques alfil · d1 blanques dama · f1 blanques torre · g1 blanques rei | a8 negres torre · d8 negres dama · f8 negres torre · g8 negres rei · a7 negres peó · b7 negres alfil · c7 negres peó · d7 negres cavall · e7 negres alfil · f7 negres peó · g7 negres peó · h7 negres peó · b6 negres peó · d6 negres peó · f6 negres cavall · d5 blanques peó · e5 negres peó · c4 blanques peó · e4 blanques peó · a3 blanques peó · c3 blanques cavall · g3 blanques peó · b2 blanques peó · e2 blanques cavall · f2 blanques peó · g2 blanques alfil · h2 blanques peó · a1 blanques torre · c1 blanques alfil · d1 blanques dama · f1 blanques torre · g1 blanques rei | a8 negres torre · d8 negres dama · f8 negres torre · g8 negres rei · a7 negres peó · b7 negres alfil · c7 negres peó · d7 negres cavall · e7 negres alfil · f7 negres peó · g7 negres peó · h7 negres peó · b6 negres peó · d6 negres peó · f6 negres cavall · d5 blanques peó · e5 negres peó · c4 blanques peó · e4 blanques peó · a3 blanques peó · c3 blanques cavall · g3 blanques peó · b2 blanques peó · e2 blanques cavall · f2 blanques peó · g2 blanques alfil · h2 blanques peó · a1 blanques torre · c1 blanques alfil · d1 blanques dama · f1 blanques torre · g1 blanques rei | a8 negres torre · d8 negres dama · f8 negres torre · g8 negres rei · a7 negres peó · b7 negres alfil · c7 negres peó · d7 negres cavall · e7 negres alfil · f7 negres peó · g7 negres peó · h7 negres peó · b6 negres peó · d6 negres peó · f6 negres cavall · d5 blanques peó · e5 negres peó · c4 blanques peó · e4 blanques peó · a3 blanques peó · c3 blanques cavall · g3 blanques peó · b2 blanques peó · e2 blanques cavall · f2 blanques peó · g2 blanques alfil · h2 blanques peó · a1 blanques torre · c1 blanques alfil · d1 blanques dama · f1 blanques torre · g1 blanques rei | a8 negres torre · d8 negres dama · f8 negres torre · g8 negres rei · a7 negres peó · b7 negres alfil · c7 negres peó · d7 negres cavall · e7 negres alfil · f7 negres peó · g7 negres peó · h7 negres peó · b6 negres peó · d6 negres peó · f6 negres cavall · d5 blanques peó · e5 negres peó · c4 blanques peó · e4 blanques peó · a3 blanques peó · c3 blanques cavall · g3 blanques peó · b2 blanques peó · e2 blanques cavall · f2 blanques peó · g2 blanques alfil · h2 blanques peó · a1 blanques torre · c1 blanques alfil · d1 blanques dama · f1 blanques torre · g1 blanques rei | 4 |
| 3 | a8 negres torre · d8 negres dama · f8 negres torre · g8 negres rei · a7 negres peó · b7 negres alfil · c7 negres peó · d7 negres cavall · e7 negres alfil · f7 negres peó · g7 negres peó · h7 negres peó · b6 negres peó · d6 negres peó · f6 negres cavall · d5 blanques peó · e5 negres peó · c4 blanques peó · e4 blanques peó · a3 blanques peó · c3 blanques cavall · g3 blanques peó · b2 blanques peó · e2 blanques cavall · f2 blanques peó · g2 blanques alfil · h2 blanques peó · a1 blanques torre · c1 blanques alfil · d1 blanques dama · f1 blanques torre · g1 blanques rei | a8 negres torre · d8 negres dama · f8 negres torre · g8 negres rei · a7 negres peó · b7 negres alfil · c7 negres peó · d7 negres cavall · e7 negres alfil · f7 negres peó · g7 negres peó · h7 negres peó · b6 negres peó · d6 negres peó · f6 negres cavall · d5 blanques peó · e5 negres peó · c4 blanques peó · e4 blanques peó · a3 blanques peó · c3 blanques cavall · g3 blanques peó · b2 blanques peó · e2 blanques cavall · f2 blanques peó · g2 blanques alfil · h2 blanques peó · a1 blanques torre · c1 blanques alfil · d1 blanques dama · f1 blanques torre · g1 blanques rei | a8 negres torre · d8 negres dama · f8 negres torre · g8 negres rei · a7 negres peó · b7 negres alfil · c7 negres peó · d7 negres cavall · e7 negres alfil · f7 negres peó · g7 negres peó · h7 negres peó · b6 negres peó · d6 negres peó · f6 negres cavall · d5 blanques peó · e5 negres peó · c4 blanques peó · e4 blanques peó · a3 blanques peó · c3 blanques cavall · g3 blanques peó · b2 blanques peó · e2 blanques cavall · f2 blanques peó · g2 blanques alfil · h2 blanques peó · a1 blanques torre · c1 blanques alfil · d1 blanques dama · f1 blanques torre · g1 blanques rei | a8 negres torre · d8 negres dama · f8 negres torre · g8 negres rei · a7 negres peó · b7 negres alfil · c7 negres peó · d7 negres cavall · e7 negres alfil · f7 negres peó · g7 negres peó · h7 negres peó · b6 negres peó · d6 negres peó · f6 negres cavall · d5 blanques peó · e5 negres peó · c4 blanques peó · e4 blanques peó · a3 blanques peó · c3 blanques cavall · g3 blanques peó · b2 blanques peó · e2 blanques cavall · f2 blanques peó · g2 blanques alfil · h2 blanques peó · a1 blanques torre · c1 blanques alfil · d1 blanques dama · f1 blanques torre · g1 blanques rei | a8 negres torre · d8 negres dama · f8 negres torre · g8 negres rei · a7 negres peó · b7 negres alfil · c7 negres peó · d7 negres cavall · e7 negres alfil · f7 negres peó · g7 negres peó · h7 negres peó · b6 negres peó · d6 negres peó · f6 negres cavall · d5 blanques peó · e5 negres peó · c4 blanques peó · e4 blanques peó · a3 blanques peó · c3 blanques cavall · g3 blanques peó · b2 blanques peó · e2 blanques cavall · f2 blanques peó · g2 blanques alfil · h2 blanques peó · a1 blanques torre · c1 blanques alfil · d1 blanques dama · f1 blanques torre · g1 blanques rei | a8 negres torre · d8 negres dama · f8 negres torre · g8 negres rei · a7 negres peó · b7 negres alfil · c7 negres peó · d7 negres cavall · e7 negres alfil · f7 negres peó · g7 negres peó · h7 negres peó · b6 negres peó · d6 negres peó · f6 negres cavall · d5 blanques peó · e5 negres peó · c4 blanques peó · e4 blanques peó · a3 blanques peó · c3 blanques cavall · g3 blanques peó · b2 blanques peó · e2 blanques cavall · f2 blanques peó · g2 blanques alfil · h2 blanques peó · a1 blanques torre · c1 blanques alfil · d1 blanques dama · f1 blanques torre · g1 blanques rei | a8 negres torre · d8 negres dama · f8 negres torre · g8 negres rei · a7 negres peó · b7 negres alfil · c7 negres peó · d7 negres cavall · e7 negres alfil · f7 negres peó · g7 negres peó · h7 negres peó · b6 negres peó · d6 negres peó · f6 negres cavall · d5 blanques peó · e5 negres peó · c4 blanques peó · e4 blanques peó · a3 blanques peó · c3 blanques cavall · g3 blanques peó · b2 blanques peó · e2 blanques cavall · f2 blanques peó · g2 blanques alfil · h2 blanques peó · a1 blanques torre · c1 blanques alfil · d1 blanques dama · f1 blanques torre · g1 blanques rei | a8 negres torre · d8 negres dama · f8 negres torre · g8 negres rei · a7 negres peó · b7 negres alfil · c7 negres peó · d7 negres cavall · e7 negres alfil · f7 negres peó · g7 negres peó · h7 negres peó · b6 negres peó · d6 negres peó · f6 negres cavall · d5 blanques peó · e5 negres peó · c4 blanques peó · e4 blanques peó · a3 blanques peó · c3 blanques cavall · g3 blanques peó · b2 blanques peó · e2 blanques cavall · f2 blanques peó · g2 blanques alfil · h2 blanques peó · a1 blanques torre · c1 blanques alfil · d1 blanques dama · f1 blanques torre · g1 blanques rei | 3 |
| 2 | a8 negres torre · d8 negres dama · f8 negres torre · g8 negres rei · a7 negres peó · b7 negres alfil · c7 negres peó · d7 negres cavall · e7 negres alfil · f7 negres peó · g7 negres peó · h7 negres peó · b6 negres peó · d6 negres peó · f6 negres cavall · d5 blanques peó · e5 negres peó · c4 blanques peó · e4 blanques peó · a3 blanques peó · c3 blanques cavall · g3 blanques peó · b2 blanques peó · e2 blanques cavall · f2 blanques peó · g2 blanques alfil · h2 blanques peó · a1 blanques torre · c1 blanques alfil · d1 blanques dama · f1 blanques torre · g1 blanques rei | a8 negres torre · d8 negres dama · f8 negres torre · g8 negres rei · a7 negres peó · b7 negres alfil · c7 negres peó · d7 negres cavall · e7 negres alfil · f7 negres peó · g7 negres peó · h7 negres peó · b6 negres peó · d6 negres peó · f6 negres cavall · d5 blanques peó · e5 negres peó · c4 blanques peó · e4 blanques peó · a3 blanques peó · c3 blanques cavall · g3 blanques peó · b2 blanques peó · e2 blanques cavall · f2 blanques peó · g2 blanques alfil · h2 blanques peó · a1 blanques torre · c1 blanques alfil · d1 blanques dama · f1 blanques torre · g1 blanques rei | a8 negres torre · d8 negres dama · f8 negres torre · g8 negres rei · a7 negres peó · b7 negres alfil · c7 negres peó · d7 negres cavall · e7 negres alfil · f7 negres peó · g7 negres peó · h7 negres peó · b6 negres peó · d6 negres peó · f6 negres cavall · d5 blanques peó · e5 negres peó · c4 blanques peó · e4 blanques peó · a3 blanques peó · c3 blanques cavall · g3 blanques peó · b2 blanques peó · e2 blanques cavall · f2 blanques peó · g2 blanques alfil · h2 blanques peó · a1 blanques torre · c1 blanques alfil · d1 blanques dama · f1 blanques torre · g1 blanques rei | a8 negres torre · d8 negres dama · f8 negres torre · g8 negres rei · a7 negres peó · b7 negres alfil · c7 negres peó · d7 negres cavall · e7 negres alfil · f7 negres peó · g7 negres peó · h7 negres peó · b6 negres peó · d6 negres peó · f6 negres cavall · d5 blanques peó · e5 negres peó · c4 blanques peó · e4 blanques peó · a3 blanques peó · c3 blanques cavall · g3 blanques peó · b2 blanques peó · e2 blanques cavall · f2 blanques peó · g2 blanques alfil · h2 blanques peó · a1 blanques torre · c1 blanques alfil · d1 blanques dama · f1 blanques torre · g1 blanques rei | a8 negres torre · d8 negres dama · f8 negres torre · g8 negres rei · a7 negres peó · b7 negres alfil · c7 negres peó · d7 negres cavall · e7 negres alfil · f7 negres peó · g7 negres peó · h7 negres peó · b6 negres peó · d6 negres peó · f6 negres cavall · d5 blanques peó · e5 negres peó · c4 blanques peó · e4 blanques peó · a3 blanques peó · c3 blanques cavall · g3 blanques peó · b2 blanques peó · e2 blanques cavall · f2 blanques peó · g2 blanques alfil · h2 blanques peó · a1 blanques torre · c1 blanques alfil · d1 blanques dama · f1 blanques torre · g1 blanques rei | a8 negres torre · d8 negres dama · f8 negres torre · g8 negres rei · a7 negres peó · b7 negres alfil · c7 negres peó · d7 negres cavall · e7 negres alfil · f7 negres peó · g7 negres peó · h7 negres peó · b6 negres peó · d6 negres peó · f6 negres cavall · d5 blanques peó · e5 negres peó · c4 blanques peó · e4 blanques peó · a3 blanques peó · c3 blanques cavall · g3 blanques peó · b2 blanques peó · e2 blanques cavall · f2 blanques peó · g2 blanques alfil · h2 blanques peó · a1 blanques torre · c1 blanques alfil · d1 blanques dama · f1 blanques torre · g1 blanques rei | a8 negres torre · d8 negres dama · f8 negres torre · g8 negres rei · a7 negres peó · b7 negres alfil · c7 negres peó · d7 negres cavall · e7 negres alfil · f7 negres peó · g7 negres peó · h7 negres peó · b6 negres peó · d6 negres peó · f6 negres cavall · d5 blanques peó · e5 negres peó · c4 blanques peó · e4 blanques peó · a3 blanques peó · c3 blanques cavall · g3 blanques peó · b2 blanques peó · e2 blanques cavall · f2 blanques peó · g2 blanques alfil · h2 blanques peó · a1 blanques torre · c1 blanques alfil · d1 blanques dama · f1 blanques torre · g1 blanques rei | a8 negres torre · d8 negres dama · f8 negres torre · g8 negres rei · a7 negres peó · b7 negres alfil · c7 negres peó · d7 negres cavall · e7 negres alfil · f7 negres peó · g7 negres peó · h7 negres peó · b6 negres peó · d6 negres peó · f6 negres cavall · d5 blanques peó · e5 negres peó · c4 blanques peó · e4 blanques peó · a3 blanques peó · c3 blanques cavall · g3 blanques peó · b2 blanques peó · e2 blanques cavall · f2 blanques peó · g2 blanques alfil · h2 blanques peó · a1 blanques torre · c1 blanques alfil · d1 blanques dama · f1 blanques torre · g1 blanques rei | 2 |
| 1 | a8 negres torre · d8 negres dama · f8 negres torre · g8 negres rei · a7 negres peó · b7 negres alfil · c7 negres peó · d7 negres cavall · e7 negres alfil · f7 negres peó · g7 negres peó · h7 negres peó · b6 negres peó · d6 negres peó · f6 negres cavall · d5 blanques peó · e5 negres peó · c4 blanques peó · e4 blanques peó · a3 blanques peó · c3 blanques cavall · g3 blanques peó · b2 blanques peó · e2 blanques cavall · f2 blanques peó · g2 blanques alfil · h2 blanques peó · a1 blanques torre · c1 blanques alfil · d1 blanques dama · f1 blanques torre · g1 blanques rei | a8 negres torre · d8 negres dama · f8 negres torre · g8 negres rei · a7 negres peó · b7 negres alfil · c7 negres peó · d7 negres cavall · e7 negres alfil · f7 negres peó · g7 negres peó · h7 negres peó · b6 negres peó · d6 negres peó · f6 negres cavall · d5 blanques peó · e5 negres peó · c4 blanques peó · e4 blanques peó · a3 blanques peó · c3 blanques cavall · g3 blanques peó · b2 blanques peó · e2 blanques cavall · f2 blanques peó · g2 blanques alfil · h2 blanques peó · a1 blanques torre · c1 blanques alfil · d1 blanques dama · f1 blanques torre · g1 blanques rei | a8 negres torre · d8 negres dama · f8 negres torre · g8 negres rei · a7 negres peó · b7 negres alfil · c7 negres peó · d7 negres cavall · e7 negres alfil · f7 negres peó · g7 negres peó · h7 negres peó · b6 negres peó · d6 negres peó · f6 negres cavall · d5 blanques peó · e5 negres peó · c4 blanques peó · e4 blanques peó · a3 blanques peó · c3 blanques cavall · g3 blanques peó · b2 blanques peó · e2 blanques cavall · f2 blanques peó · g2 blanques alfil · h2 blanques peó · a1 blanques torre · c1 blanques alfil · d1 blanques dama · f1 blanques torre · g1 blanques rei | a8 negres torre · d8 negres dama · f8 negres torre · g8 negres rei · a7 negres peó · b7 negres alfil · c7 negres peó · d7 negres cavall · e7 negres alfil · f7 negres peó · g7 negres peó · h7 negres peó · b6 negres peó · d6 negres peó · f6 negres cavall · d5 blanques peó · e5 negres peó · c4 blanques peó · e4 blanques peó · a3 blanques peó · c3 blanques cavall · g3 blanques peó · b2 blanques peó · e2 blanques cavall · f2 blanques peó · g2 blanques alfil · h2 blanques peó · a1 blanques torre · c1 blanques alfil · d1 blanques dama · f1 blanques torre · g1 blanques rei | a8 negres torre · d8 negres dama · f8 negres torre · g8 negres rei · a7 negres peó · b7 negres alfil · c7 negres peó · d7 negres cavall · e7 negres alfil · f7 negres peó · g7 negres peó · h7 negres peó · b6 negres peó · d6 negres peó · f6 negres cavall · d5 blanques peó · e5 negres peó · c4 blanques peó · e4 blanques peó · a3 blanques peó · c3 blanques cavall · g3 blanques peó · b2 blanques peó · e2 blanques cavall · f2 blanques peó · g2 blanques alfil · h2 blanques peó · a1 blanques torre · c1 blanques alfil · d1 blanques dama · f1 blanques torre · g1 blanques rei | a8 negres torre · d8 negres dama · f8 negres torre · g8 negres rei · a7 negres peó · b7 negres alfil · c7 negres peó · d7 negres cavall · e7 negres alfil · f7 negres peó · g7 negres peó · h7 negres peó · b6 negres peó · d6 negres peó · f6 negres cavall · d5 blanques peó · e5 negres peó · c4 blanques peó · e4 blanques peó · a3 blanques peó · c3 blanques cavall · g3 blanques peó · b2 blanques peó · e2 blanques cavall · f2 blanques peó · g2 blanques alfil · h2 blanques peó · a1 blanques torre · c1 blanques alfil · d1 blanques dama · f1 blanques torre · g1 blanques rei | a8 negres torre · d8 negres dama · f8 negres torre · g8 negres rei · a7 negres peó · b7 negres alfil · c7 negres peó · d7 negres cavall · e7 negres alfil · f7 negres peó · g7 negres peó · h7 negres peó · b6 negres peó · d6 negres peó · f6 negres cavall · d5 blanques peó · e5 negres peó · c4 blanques peó · e4 blanques peó · a3 blanques peó · c3 blanques cavall · g3 blanques peó · b2 blanques peó · e2 blanques cavall · f2 blanques peó · g2 blanques alfil · h2 blanques peó · a1 blanques torre · c1 blanques alfil · d1 blanques dama · f1 blanques torre · g1 blanques rei | a8 negres torre · d8 negres dama · f8 negres torre · g8 negres rei · a7 negres peó · b7 negres alfil · c7 negres peó · d7 negres cavall · e7 negres alfil · f7 negres peó · g7 negres peó · h7 negres peó · b6 negres peó · d6 negres peó · f6 negres cavall · d5 blanques peó · e5 negres peó · c4 blanques peó · e4 blanques peó · a3 blanques peó · c3 blanques cavall · g3 blanques peó · b2 blanques peó · e2 blanques cavall · f2 blanques peó · g2 blanques alfil · h2 blanques peó · a1 blanques torre · c1 blanques alfil · d1 blanques dama · f1 blanques torre · g1 blanques rei | 1 |
|   | a | b | c | d | e | f | g | h |   |

La manera més fàcil de guanyar espai és empènyer l'estructura de peons cap endavant. De tota manera, cal anar amb compte de no sobreexpansionar-se. Si el rival té èxit en situar una peça protegida rere les línies de l'oponent, aquesta peça pot esdevenir un seriós problema, que fins i tot pot obligar a sacrificar material per eliminar-la.
Larry Evans dona un mètode per avaluar l'espai, que consisteix a comptar el nombre de caselles atacades o ocupades a la meitat del tauler de l'oponent. En aquest diagrama, relatiu a la defensa Nimzoíndia, les negres ataquen quatre caselles a la banda blanca del tauler (d4, e4, f4, i g4). Les blanques ataquen set caselles a la banda negra del tauler (b5, c6, e6, f5, g5, i h6 – comptant b5 dos cops) i n'ocupen una (d5). Les blanques tenen per tant avantatge d'espai de vuit a quatre, i les negres estan en dificultats.

### Control del centre
|   | a | b | c | d | e | f | g | h |   |
| 8 | a8 negres torre · b8 negres cavall · c8 negres alfil · d8 negres dama · e8 negres rei · f8 negres alfil · g8 negres cavall · h8 negres torre · a7 negres peó · b7 negres peó · c7 negres peó · d7 negres peó · e7 negres peó · f7 negres peó · g7 negres peó · h7 negres peó · d5 black cross · e5 black cross · d4 black cross · e4 black cross · a2 blanques peó · b2 blanques peó · c2 blanques peó · d2 blanques peó · e2 blanques peó · f2 blanques peó · g2 blanques peó · h2 blanques peó · a1 blanques torre · b1 blanques cavall · c1 blanques alfil · d1 blanques dama · e1 blanques rei · f1 blanques alfil · g1 blanques cavall · h1 blanques torre | a8 negres torre · b8 negres cavall · c8 negres alfil · d8 negres dama · e8 negres rei · f8 negres alfil · g8 negres cavall · h8 negres torre · a7 negres peó · b7 negres peó · c7 negres peó · d7 negres peó · e7 negres peó · f7 negres peó · g7 negres peó · h7 negres peó · d5 black cross · e5 black cross · d4 black cross · e4 black cross · a2 blanques peó · b2 blanques peó · c2 blanques peó · d2 blanques peó · e2 blanques peó · f2 blanques peó · g2 blanques peó · h2 blanques peó · a1 blanques torre · b1 blanques cavall · c1 blanques alfil · d1 blanques dama · e1 blanques rei · f1 blanques alfil · g1 blanques cavall · h1 blanques torre | a8 negres torre · b8 negres cavall · c8 negres alfil · d8 negres dama · e8 negres rei · f8 negres alfil · g8 negres cavall · h8 negres torre · a7 negres peó · b7 negres peó · c7 negres peó · d7 negres peó · e7 negres peó · f7 negres peó · g7 negres peó · h7 negres peó · d5 black cross · e5 black cross · d4 black cross · e4 black cross · a2 blanques peó · b2 blanques peó · c2 blanques peó · d2 blanques peó · e2 blanques peó · f2 blanques peó · g2 blanques peó · h2 blanques peó · a1 blanques torre · b1 blanques cavall · c1 blanques alfil · d1 blanques dama · e1 blanques rei · f1 blanques alfil · g1 blanques cavall · h1 blanques torre | a8 negres torre · b8 negres cavall · c8 negres alfil · d8 negres dama · e8 negres rei · f8 negres alfil · g8 negres cavall · h8 negres torre · a7 negres peó · b7 negres peó · c7 negres peó · d7 negres peó · e7 negres peó · f7 negres peó · g7 negres peó · h7 negres peó · d5 black cross · e5 black cross · d4 black cross · e4 black cross · a2 blanques peó · b2 blanques peó · c2 blanques peó · d2 blanques peó · e2 blanques peó · f2 blanques peó · g2 blanques peó · h2 blanques peó · a1 blanques torre · b1 blanques cavall · c1 blanques alfil · d1 blanques dama · e1 blanques rei · f1 blanques alfil · g1 blanques cavall · h1 blanques torre | a8 negres torre · b8 negres cavall · c8 negres alfil · d8 negres dama · e8 negres rei · f8 negres alfil · g8 negres cavall · h8 negres torre · a7 negres peó · b7 negres peó · c7 negres peó · d7 negres peó · e7 negres peó · f7 negres peó · g7 negres peó · h7 negres peó · d5 black cross · e5 black cross · d4 black cross · e4 black cross · a2 blanques peó · b2 blanques peó · c2 blanques peó · d2 blanques peó · e2 blanques peó · f2 blanques peó · g2 blanques peó · h2 blanques peó · a1 blanques torre · b1 blanques cavall · c1 blanques alfil · d1 blanques dama · e1 blanques rei · f1 blanques alfil · g1 blanques cavall · h1 blanques torre | a8 negres torre · b8 negres cavall · c8 negres alfil · d8 negres dama · e8 negres rei · f8 negres alfil · g8 negres cavall · h8 negres torre · a7 negres peó · b7 negres peó · c7 negres peó · d7 negres peó · e7 negres peó · f7 negres peó · g7 negres peó · h7 negres peó · d5 black cross · e5 black cross · d4 black cross · e4 black cross · a2 blanques peó · b2 blanques peó · c2 blanques peó · d2 blanques peó · e2 blanques peó · f2 blanques peó · g2 blanques peó · h2 blanques peó · a1 blanques torre · b1 blanques cavall · c1 blanques alfil · d1 blanques dama · e1 blanques rei · f1 blanques alfil · g1 blanques cavall · h1 blanques torre | a8 negres torre · b8 negres cavall · c8 negres alfil · d8 negres dama · e8 negres rei · f8 negres alfil · g8 negres cavall · h8 negres torre · a7 negres peó · b7 negres peó · c7 negres peó · d7 negres peó · e7 negres peó · f7 negres peó · g7 negres peó · h7 negres peó · d5 black cross · e5 black cross · d4 black cross · e4 black cross · a2 blanques peó · b2 blanques peó · c2 blanques peó · d2 blanques peó · e2 blanques peó · f2 blanques peó · g2 blanques peó · h2 blanques peó · a1 blanques torre · b1 blanques cavall · c1 blanques alfil · d1 blanques dama · e1 blanques rei · f1 blanques alfil · g1 blanques cavall · h1 blanques torre | a8 negres torre · b8 negres cavall · c8 negres alfil · d8 negres dama · e8 negres rei · f8 negres alfil · g8 negres cavall · h8 negres torre · a7 negres peó · b7 negres peó · c7 negres peó · d7 negres peó · e7 negres peó · f7 negres peó · g7 negres peó · h7 negres peó · d5 black cross · e5 black cross · d4 black cross · e4 black cross · a2 blanques peó · b2 blanques peó · c2 blanques peó · d2 blanques peó · e2 blanques peó · f2 blanques peó · g2 blanques peó · h2 blanques peó · a1 blanques torre · b1 blanques cavall · c1 blanques alfil · d1 blanques dama · e1 blanques rei · f1 blanques alfil · g1 blanques cavall · h1 blanques torre | 8 |
| 7 | a8 negres torre · b8 negres cavall · c8 negres alfil · d8 negres dama · e8 negres rei · f8 negres alfil · g8 negres cavall · h8 negres torre · a7 negres peó · b7 negres peó · c7 negres peó · d7 negres peó · e7 negres peó · f7 negres peó · g7 negres peó · h7 negres peó · d5 black cross · e5 black cross · d4 black cross · e4 black cross · a2 blanques peó · b2 blanques peó · c2 blanques peó · d2 blanques peó · e2 blanques peó · f2 blanques peó · g2 blanques peó · h2 blanques peó · a1 blanques torre · b1 blanques cavall · c1 blanques alfil · d1 blanques dama · e1 blanques rei · f1 blanques alfil · g1 blanques cavall · h1 blanques torre | a8 negres torre · b8 negres cavall · c8 negres alfil · d8 negres dama · e8 negres rei · f8 negres alfil · g8 negres cavall · h8 negres torre · a7 negres peó · b7 negres peó · c7 negres peó · d7 negres peó · e7 negres peó · f7 negres peó · g7 negres peó · h7 negres peó · d5 black cross · e5 black cross · d4 black cross · e4 black cross · a2 blanques peó · b2 blanques peó · c2 blanques peó · d2 blanques peó · e2 blanques peó · f2 blanques peó · g2 blanques peó · h2 blanques peó · a1 blanques torre · b1 blanques cavall · c1 blanques alfil · d1 blanques dama · e1 blanques rei · f1 blanques alfil · g1 blanques cavall · h1 blanques torre | a8 negres torre · b8 negres cavall · c8 negres alfil · d8 negres dama · e8 negres rei · f8 negres alfil · g8 negres cavall · h8 negres torre · a7 negres peó · b7 negres peó · c7 negres peó · d7 negres peó · e7 negres peó · f7 negres peó · g7 negres peó · h7 negres peó · d5 black cross · e5 black cross · d4 black cross · e4 black cross · a2 blanques peó · b2 blanques peó · c2 blanques peó · d2 blanques peó · e2 blanques peó · f2 blanques peó · g2 blanques peó · h2 blanques peó · a1 blanques torre · b1 blanques cavall · c1 blanques alfil · d1 blanques dama · e1 blanques rei · f1 blanques alfil · g1 blanques cavall · h1 blanques torre | a8 negres torre · b8 negres cavall · c8 negres alfil · d8 negres dama · e8 negres rei · f8 negres alfil · g8 negres cavall · h8 negres torre · a7 negres peó · b7 negres peó · c7 negres peó · d7 negres peó · e7 negres peó · f7 negres peó · g7 negres peó · h7 negres peó · d5 black cross · e5 black cross · d4 black cross · e4 black cross · a2 blanques peó · b2 blanques peó · c2 blanques peó · d2 blanques peó · e2 blanques peó · f2 blanques peó · g2 blanques peó · h2 blanques peó · a1 blanques torre · b1 blanques cavall · c1 blanques alfil · d1 blanques dama · e1 blanques rei · f1 blanques alfil · g1 blanques cavall · h1 blanques torre | a8 negres torre · b8 negres cavall · c8 negres alfil · d8 negres dama · e8 negres rei · f8 negres alfil · g8 negres cavall · h8 negres torre · a7 negres peó · b7 negres peó · c7 negres peó · d7 negres peó · e7 negres peó · f7 negres peó · g7 negres peó · h7 negres peó · d5 black cross · e5 black cross · d4 black cross · e4 black cross · a2 blanques peó · b2 blanques peó · c2 blanques peó · d2 blanques peó · e2 blanques peó · f2 blanques peó · g2 blanques peó · h2 blanques peó · a1 blanques torre · b1 blanques cavall · c1 blanques alfil · d1 blanques dama · e1 blanques rei · f1 blanques alfil · g1 blanques cavall · h1 blanques torre | a8 negres torre · b8 negres cavall · c8 negres alfil · d8 negres dama · e8 negres rei · f8 negres alfil · g8 negres cavall · h8 negres torre · a7 negres peó · b7 negres peó · c7 negres peó · d7 negres peó · e7 negres peó · f7 negres peó · g7 negres peó · h7 negres peó · d5 black cross · e5 black cross · d4 black cross · e4 black cross · a2 blanques peó · b2 blanques peó · c2 blanques peó · d2 blanques peó · e2 blanques peó · f2 blanques peó · g2 blanques peó · h2 blanques peó · a1 blanques torre · b1 blanques cavall · c1 blanques alfil · d1 blanques dama · e1 blanques rei · f1 blanques alfil · g1 blanques cavall · h1 blanques torre | a8 negres torre · b8 negres cavall · c8 negres alfil · d8 negres dama · e8 negres rei · f8 negres alfil · g8 negres cavall · h8 negres torre · a7 negres peó · b7 negres peó · c7 negres peó · d7 negres peó · e7 negres peó · f7 negres peó · g7 negres peó · h7 negres peó · d5 black cross · e5 black cross · d4 black cross · e4 black cross · a2 blanques peó · b2 blanques peó · c2 blanques peó · d2 blanques peó · e2 blanques peó · f2 blanques peó · g2 blanques peó · h2 blanques peó · a1 blanques torre · b1 blanques cavall · c1 blanques alfil · d1 blanques dama · e1 blanques rei · f1 blanques alfil · g1 blanques cavall · h1 blanques torre | a8 negres torre · b8 negres cavall · c8 negres alfil · d8 negres dama · e8 negres rei · f8 negres alfil · g8 negres cavall · h8 negres torre · a7 negres peó · b7 negres peó · c7 negres peó · d7 negres peó · e7 negres peó · f7 negres peó · g7 negres peó · h7 negres peó · d5 black cross · e5 black cross · d4 black cross · e4 black cross · a2 blanques peó · b2 blanques peó · c2 blanques peó · d2 blanques peó · e2 blanques peó · f2 blanques peó · g2 blanques peó · h2 blanques peó · a1 blanques torre · b1 blanques cavall · c1 blanques alfil · d1 blanques dama · e1 blanques rei · f1 blanques alfil · g1 blanques cavall · h1 blanques torre | 7 |
| 6 | a8 negres torre · b8 negres cavall · c8 negres alfil · d8 negres dama · e8 negres rei · f8 negres alfil · g8 negres cavall · h8 negres torre · a7 negres peó · b7 negres peó · c7 negres peó · d7 negres peó · e7 negres peó · f7 negres peó · g7 negres peó · h7 negres peó · d5 black cross · e5 black cross · d4 black cross · e4 black cross · a2 blanques peó · b2 blanques peó · c2 blanques peó · d2 blanques peó · e2 blanques peó · f2 blanques peó · g2 blanques peó · h2 blanques peó · a1 blanques torre · b1 blanques cavall · c1 blanques alfil · d1 blanques dama · e1 blanques rei · f1 blanques alfil · g1 blanques cavall · h1 blanques torre | a8 negres torre · b8 negres cavall · c8 negres alfil · d8 negres dama · e8 negres rei · f8 negres alfil · g8 negres cavall · h8 negres torre · a7 negres peó · b7 negres peó · c7 negres peó · d7 negres peó · e7 negres peó · f7 negres peó · g7 negres peó · h7 negres peó · d5 black cross · e5 black cross · d4 black cross · e4 black cross · a2 blanques peó · b2 blanques peó · c2 blanques peó · d2 blanques peó · e2 blanques peó · f2 blanques peó · g2 blanques peó · h2 blanques peó · a1 blanques torre · b1 blanques cavall · c1 blanques alfil · d1 blanques dama · e1 blanques rei · f1 blanques alfil · g1 blanques cavall · h1 blanques torre | a8 negres torre · b8 negres cavall · c8 negres alfil · d8 negres dama · e8 negres rei · f8 negres alfil · g8 negres cavall · h8 negres torre · a7 negres peó · b7 negres peó · c7 negres peó · d7 negres peó · e7 negres peó · f7 negres peó · g7 negres peó · h7 negres peó · d5 black cross · e5 black cross · d4 black cross · e4 black cross · a2 blanques peó · b2 blanques peó · c2 blanques peó · d2 blanques peó · e2 blanques peó · f2 blanques peó · g2 blanques peó · h2 blanques peó · a1 blanques torre · b1 blanques cavall · c1 blanques alfil · d1 blanques dama · e1 blanques rei · f1 blanques alfil · g1 blanques cavall · h1 blanques torre | a8 negres torre · b8 negres cavall · c8 negres alfil · d8 negres dama · e8 negres rei · f8 negres alfil · g8 negres cavall · h8 negres torre · a7 negres peó · b7 negres peó · c7 negres peó · d7 negres peó · e7 negres peó · f7 negres peó · g7 negres peó · h7 negres peó · d5 black cross · e5 black cross · d4 black cross · e4 black cross · a2 blanques peó · b2 blanques peó · c2 blanques peó · d2 blanques peó · e2 blanques peó · f2 blanques peó · g2 blanques peó · h2 blanques peó · a1 blanques torre · b1 blanques cavall · c1 blanques alfil · d1 blanques dama · e1 blanques rei · f1 blanques alfil · g1 blanques cavall · h1 blanques torre | a8 negres torre · b8 negres cavall · c8 negres alfil · d8 negres dama · e8 negres rei · f8 negres alfil · g8 negres cavall · h8 negres torre · a7 negres peó · b7 negres peó · c7 negres peó · d7 negres peó · e7 negres peó · f7 negres peó · g7 negres peó · h7 negres peó · d5 black cross · e5 black cross · d4 black cross · e4 black cross · a2 blanques peó · b2 blanques peó · c2 blanques peó · d2 blanques peó · e2 blanques peó · f2 blanques peó · g2 blanques peó · h2 blanques peó · a1 blanques torre · b1 blanques cavall · c1 blanques alfil · d1 blanques dama · e1 blanques rei · f1 blanques alfil · g1 blanques cavall · h1 blanques torre | a8 negres torre · b8 negres cavall · c8 negres alfil · d8 negres dama · e8 negres rei · f8 negres alfil · g8 negres cavall · h8 negres torre · a7 negres peó · b7 negres peó · c7 negres peó · d7 negres peó · e7 negres peó · f7 negres peó · g7 negres peó · h7 negres peó · d5 black cross · e5 black cross · d4 black cross · e4 black cross · a2 blanques peó · b2 blanques peó · c2 blanques peó · d2 blanques peó · e2 blanques peó · f2 blanques peó · g2 blanques peó · h2 blanques peó · a1 blanques torre · b1 blanques cavall · c1 blanques alfil · d1 blanques dama · e1 blanques rei · f1 blanques alfil · g1 blanques cavall · h1 blanques torre | a8 negres torre · b8 negres cavall · c8 negres alfil · d8 negres dama · e8 negres rei · f8 negres alfil · g8 negres cavall · h8 negres torre · a7 negres peó · b7 negres peó · c7 negres peó · d7 negres peó · e7 negres peó · f7 negres peó · g7 negres peó · h7 negres peó · d5 black cross · e5 black cross · d4 black cross · e4 black cross · a2 blanques peó · b2 blanques peó · c2 blanques peó · d2 blanques peó · e2 blanques peó · f2 blanques peó · g2 blanques peó · h2 blanques peó · a1 blanques torre · b1 blanques cavall · c1 blanques alfil · d1 blanques dama · e1 blanques rei · f1 blanques alfil · g1 blanques cavall · h1 blanques torre | a8 negres torre · b8 negres cavall · c8 negres alfil · d8 negres dama · e8 negres rei · f8 negres alfil · g8 negres cavall · h8 negres torre · a7 negres peó · b7 negres peó · c7 negres peó · d7 negres peó · e7 negres peó · f7 negres peó · g7 negres peó · h7 negres peó · d5 black cross · e5 black cross · d4 black cross · e4 black cross · a2 blanques peó · b2 blanques peó · c2 blanques peó · d2 blanques peó · e2 blanques peó · f2 blanques peó · g2 blanques peó · h2 blanques peó · a1 blanques torre · b1 blanques cavall · c1 blanques alfil · d1 blanques dama · e1 blanques rei · f1 blanques alfil · g1 blanques cavall · h1 blanques torre | 6 |
| 5 | a8 negres torre · b8 negres cavall · c8 negres alfil · d8 negres dama · e8 negres rei · f8 negres alfil · g8 negres cavall · h8 negres torre · a7 negres peó · b7 negres peó · c7 negres peó · d7 negres peó · e7 negres peó · f7 negres peó · g7 negres peó · h7 negres peó · d5 black cross · e5 black cross · d4 black cross · e4 black cross · a2 blanques peó · b2 blanques peó · c2 blanques peó · d2 blanques peó · e2 blanques peó · f2 blanques peó · g2 blanques peó · h2 blanques peó · a1 blanques torre · b1 blanques cavall · c1 blanques alfil · d1 blanques dama · e1 blanques rei · f1 blanques alfil · g1 blanques cavall · h1 blanques torre | a8 negres torre · b8 negres cavall · c8 negres alfil · d8 negres dama · e8 negres rei · f8 negres alfil · g8 negres cavall · h8 negres torre · a7 negres peó · b7 negres peó · c7 negres peó · d7 negres peó · e7 negres peó · f7 negres peó · g7 negres peó · h7 negres peó · d5 black cross · e5 black cross · d4 black cross · e4 black cross · a2 blanques peó · b2 blanques peó · c2 blanques peó · d2 blanques peó · e2 blanques peó · f2 blanques peó · g2 blanques peó · h2 blanques peó · a1 blanques torre · b1 blanques cavall · c1 blanques alfil · d1 blanques dama · e1 blanques rei · f1 blanques alfil · g1 blanques cavall · h1 blanques torre | a8 negres torre · b8 negres cavall · c8 negres alfil · d8 negres dama · e8 negres rei · f8 negres alfil · g8 negres cavall · h8 negres torre · a7 negres peó · b7 negres peó · c7 negres peó · d7 negres peó · e7 negres peó · f7 negres peó · g7 negres peó · h7 negres peó · d5 black cross · e5 black cross · d4 black cross · e4 black cross · a2 blanques peó · b2 blanques peó · c2 blanques peó · d2 blanques peó · e2 blanques peó · f2 blanques peó · g2 blanques peó · h2 blanques peó · a1 blanques torre · b1 blanques cavall · c1 blanques alfil · d1 blanques dama · e1 blanques rei · f1 blanques alfil · g1 blanques cavall · h1 blanques torre | a8 negres torre · b8 negres cavall · c8 negres alfil · d8 negres dama · e8 negres rei · f8 negres alfil · g8 negres cavall · h8 negres torre · a7 negres peó · b7 negres peó · c7 negres peó · d7 negres peó · e7 negres peó · f7 negres peó · g7 negres peó · h7 negres peó · d5 black cross · e5 black cross · d4 black cross · e4 black cross · a2 blanques peó · b2 blanques peó · c2 blanques peó · d2 blanques peó · e2 blanques peó · f2 blanques peó · g2 blanques peó · h2 blanques peó · a1 blanques torre · b1 blanques cavall · c1 blanques alfil · d1 blanques dama · e1 blanques rei · f1 blanques alfil · g1 blanques cavall · h1 blanques torre | a8 negres torre · b8 negres cavall · c8 negres alfil · d8 negres dama · e8 negres rei · f8 negres alfil · g8 negres cavall · h8 negres torre · a7 negres peó · b7 negres peó · c7 negres peó · d7 negres peó · e7 negres peó · f7 negres peó · g7 negres peó · h7 negres peó · d5 black cross · e5 black cross · d4 black cross · e4 black cross · a2 blanques peó · b2 blanques peó · c2 blanques peó · d2 blanques peó · e2 blanques peó · f2 blanques peó · g2 blanques peó · h2 blanques peó · a1 blanques torre · b1 blanques cavall · c1 blanques alfil · d1 blanques dama · e1 blanques rei · f1 blanques alfil · g1 blanques cavall · h1 blanques torre | a8 negres torre · b8 negres cavall · c8 negres alfil · d8 negres dama · e8 negres rei · f8 negres alfil · g8 negres cavall · h8 negres torre · a7 negres peó · b7 negres peó · c7 negres peó · d7 negres peó · e7 negres peó · f7 negres peó · g7 negres peó · h7 negres peó · d5 black cross · e5 black cross · d4 black cross · e4 black cross · a2 blanques peó · b2 blanques peó · c2 blanques peó · d2 blanques peó · e2 blanques peó · f2 blanques peó · g2 blanques peó · h2 blanques peó · a1 blanques torre · b1 blanques cavall · c1 blanques alfil · d1 blanques dama · e1 blanques rei · f1 blanques alfil · g1 blanques cavall · h1 blanques torre | a8 negres torre · b8 negres cavall · c8 negres alfil · d8 negres dama · e8 negres rei · f8 negres alfil · g8 negres cavall · h8 negres torre · a7 negres peó · b7 negres peó · c7 negres peó · d7 negres peó · e7 negres peó · f7 negres peó · g7 negres peó · h7 negres peó · d5 black cross · e5 black cross · d4 black cross · e4 black cross · a2 blanques peó · b2 blanques peó · c2 blanques peó · d2 blanques peó · e2 blanques peó · f2 blanques peó · g2 blanques peó · h2 blanques peó · a1 blanques torre · b1 blanques cavall · c1 blanques alfil · d1 blanques dama · e1 blanques rei · f1 blanques alfil · g1 blanques cavall · h1 blanques torre | a8 negres torre · b8 negres cavall · c8 negres alfil · d8 negres dama · e8 negres rei · f8 negres alfil · g8 negres cavall · h8 negres torre · a7 negres peó · b7 negres peó · c7 negres peó · d7 negres peó · e7 negres peó · f7 negres peó · g7 negres peó · h7 negres peó · d5 black cross · e5 black cross · d4 black cross · e4 black cross · a2 blanques peó · b2 blanques peó · c2 blanques peó · d2 blanques peó · e2 blanques peó · f2 blanques peó · g2 blanques peó · h2 blanques peó · a1 blanques torre · b1 blanques cavall · c1 blanques alfil · d1 blanques dama · e1 blanques rei · f1 blanques alfil · g1 blanques cavall · h1 blanques torre | 5 |
| 4 | a8 negres torre · b8 negres cavall · c8 negres alfil · d8 negres dama · e8 negres rei · f8 negres alfil · g8 negres cavall · h8 negres torre · a7 negres peó · b7 negres peó · c7 negres peó · d7 negres peó · e7 negres peó · f7 negres peó · g7 negres peó · h7 negres peó · d5 black cross · e5 black cross · d4 black cross · e4 black cross · a2 blanques peó · b2 blanques peó · c2 blanques peó · d2 blanques peó · e2 blanques peó · f2 blanques peó · g2 blanques peó · h2 blanques peó · a1 blanques torre · b1 blanques cavall · c1 blanques alfil · d1 blanques dama · e1 blanques rei · f1 blanques alfil · g1 blanques cavall · h1 blanques torre | a8 negres torre · b8 negres cavall · c8 negres alfil · d8 negres dama · e8 negres rei · f8 negres alfil · g8 negres cavall · h8 negres torre · a7 negres peó · b7 negres peó · c7 negres peó · d7 negres peó · e7 negres peó · f7 negres peó · g7 negres peó · h7 negres peó · d5 black cross · e5 black cross · d4 black cross · e4 black cross · a2 blanques peó · b2 blanques peó · c2 blanques peó · d2 blanques peó · e2 blanques peó · f2 blanques peó · g2 blanques peó · h2 blanques peó · a1 blanques torre · b1 blanques cavall · c1 blanques alfil · d1 blanques dama · e1 blanques rei · f1 blanques alfil · g1 blanques cavall · h1 blanques torre | a8 negres torre · b8 negres cavall · c8 negres alfil · d8 negres dama · e8 negres rei · f8 negres alfil · g8 negres cavall · h8 negres torre · a7 negres peó · b7 negres peó · c7 negres peó · d7 negres peó · e7 negres peó · f7 negres peó · g7 negres peó · h7 negres peó · d5 black cross · e5 black cross · d4 black cross · e4 black cross · a2 blanques peó · b2 blanques peó · c2 blanques peó · d2 blanques peó · e2 blanques peó · f2 blanques peó · g2 blanques peó · h2 blanques peó · a1 blanques torre · b1 blanques cavall · c1 blanques alfil · d1 blanques dama · e1 blanques rei · f1 blanques alfil · g1 blanques cavall · h1 blanques torre | a8 negres torre · b8 negres cavall · c8 negres alfil · d8 negres dama · e8 negres rei · f8 negres alfil · g8 negres cavall · h8 negres torre · a7 negres peó · b7 negres peó · c7 negres peó · d7 negres peó · e7 negres peó · f7 negres peó · g7 negres peó · h7 negres peó · d5 black cross · e5 black cross · d4 black cross · e4 black cross · a2 blanques peó · b2 blanques peó · c2 blanques peó · d2 blanques peó · e2 blanques peó · f2 blanques peó · g2 blanques peó · h2 blanques peó · a1 blanques torre · b1 blanques cavall · c1 blanques alfil · d1 blanques dama · e1 blanques rei · f1 blanques alfil · g1 blanques cavall · h1 blanques torre | a8 negres torre · b8 negres cavall · c8 negres alfil · d8 negres dama · e8 negres rei · f8 negres alfil · g8 negres cavall · h8 negres torre · a7 negres peó · b7 negres peó · c7 negres peó · d7 negres peó · e7 negres peó · f7 negres peó · g7 negres peó · h7 negres peó · d5 black cross · e5 black cross · d4 black cross · e4 black cross · a2 blanques peó · b2 blanques peó · c2 blanques peó · d2 blanques peó · e2 blanques peó · f2 blanques peó · g2 blanques peó · h2 blanques peó · a1 blanques torre · b1 blanques cavall · c1 blanques alfil · d1 blanques dama · e1 blanques rei · f1 blanques alfil · g1 blanques cavall · h1 blanques torre | a8 negres torre · b8 negres cavall · c8 negres alfil · d8 negres dama · e8 negres rei · f8 negres alfil · g8 negres cavall · h8 negres torre · a7 negres peó · b7 negres peó · c7 negres peó · d7 negres peó · e7 negres peó · f7 negres peó · g7 negres peó · h7 negres peó · d5 black cross · e5 black cross · d4 black cross · e4 black cross · a2 blanques peó · b2 blanques peó · c2 blanques peó · d2 blanques peó · e2 blanques peó · f2 blanques peó · g2 blanques peó · h2 blanques peó · a1 blanques torre · b1 blanques cavall · c1 blanques alfil · d1 blanques dama · e1 blanques rei · f1 blanques alfil · g1 blanques cavall · h1 blanques torre | a8 negres torre · b8 negres cavall · c8 negres alfil · d8 negres dama · e8 negres rei · f8 negres alfil · g8 negres cavall · h8 negres torre · a7 negres peó · b7 negres peó · c7 negres peó · d7 negres peó · e7 negres peó · f7 negres peó · g7 negres peó · h7 negres peó · d5 black cross · e5 black cross · d4 black cross · e4 black cross · a2 blanques peó · b2 blanques peó · c2 blanques peó · d2 blanques peó · e2 blanques peó · f2 blanques peó · g2 blanques peó · h2 blanques peó · a1 blanques torre · b1 blanques cavall · c1 blanques alfil · d1 blanques dama · e1 blanques rei · f1 blanques alfil · g1 blanques cavall · h1 blanques torre | a8 negres torre · b8 negres cavall · c8 negres alfil · d8 negres dama · e8 negres rei · f8 negres alfil · g8 negres cavall · h8 negres torre · a7 negres peó · b7 negres peó · c7 negres peó · d7 negres peó · e7 negres peó · f7 negres peó · g7 negres peó · h7 negres peó · d5 black cross · e5 black cross · d4 black cross · e4 black cross · a2 blanques peó · b2 blanques peó · c2 blanques peó · d2 blanques peó · e2 blanques peó · f2 blanques peó · g2 blanques peó · h2 blanques peó · a1 blanques torre · b1 blanques cavall · c1 blanques alfil · d1 blanques dama · e1 blanques rei · f1 blanques alfil · g1 blanques cavall · h1 blanques torre | 4 |
| 3 | a8 negres torre · b8 negres cavall · c8 negres alfil · d8 negres dama · e8 negres rei · f8 negres alfil · g8 negres cavall · h8 negres torre · a7 negres peó · b7 negres peó · c7 negres peó · d7 negres peó · e7 negres peó · f7 negres peó · g7 negres peó · h7 negres peó · d5 black cross · e5 black cross · d4 black cross · e4 black cross · a2 blanques peó · b2 blanques peó · c2 blanques peó · d2 blanques peó · e2 blanques peó · f2 blanques peó · g2 blanques peó · h2 blanques peó · a1 blanques torre · b1 blanques cavall · c1 blanques alfil · d1 blanques dama · e1 blanques rei · f1 blanques alfil · g1 blanques cavall · h1 blanques torre | a8 negres torre · b8 negres cavall · c8 negres alfil · d8 negres dama · e8 negres rei · f8 negres alfil · g8 negres cavall · h8 negres torre · a7 negres peó · b7 negres peó · c7 negres peó · d7 negres peó · e7 negres peó · f7 negres peó · g7 negres peó · h7 negres peó · d5 black cross · e5 black cross · d4 black cross · e4 black cross · a2 blanques peó · b2 blanques peó · c2 blanques peó · d2 blanques peó · e2 blanques peó · f2 blanques peó · g2 blanques peó · h2 blanques peó · a1 blanques torre · b1 blanques cavall · c1 blanques alfil · d1 blanques dama · e1 blanques rei · f1 blanques alfil · g1 blanques cavall · h1 blanques torre | a8 negres torre · b8 negres cavall · c8 negres alfil · d8 negres dama · e8 negres rei · f8 negres alfil · g8 negres cavall · h8 negres torre · a7 negres peó · b7 negres peó · c7 negres peó · d7 negres peó · e7 negres peó · f7 negres peó · g7 negres peó · h7 negres peó · d5 black cross · e5 black cross · d4 black cross · e4 black cross · a2 blanques peó · b2 blanques peó · c2 blanques peó · d2 blanques peó · e2 blanques peó · f2 blanques peó · g2 blanques peó · h2 blanques peó · a1 blanques torre · b1 blanques cavall · c1 blanques alfil · d1 blanques dama · e1 blanques rei · f1 blanques alfil · g1 blanques cavall · h1 blanques torre | a8 negres torre · b8 negres cavall · c8 negres alfil · d8 negres dama · e8 negres rei · f8 negres alfil · g8 negres cavall · h8 negres torre · a7 negres peó · b7 negres peó · c7 negres peó · d7 negres peó · e7 negres peó · f7 negres peó · g7 negres peó · h7 negres peó · d5 black cross · e5 black cross · d4 black cross · e4 black cross · a2 blanques peó · b2 blanques peó · c2 blanques peó · d2 blanques peó · e2 blanques peó · f2 blanques peó · g2 blanques peó · h2 blanques peó · a1 blanques torre · b1 blanques cavall · c1 blanques alfil · d1 blanques dama · e1 blanques rei · f1 blanques alfil · g1 blanques cavall · h1 blanques torre | a8 negres torre · b8 negres cavall · c8 negres alfil · d8 negres dama · e8 negres rei · f8 negres alfil · g8 negres cavall · h8 negres torre · a7 negres peó · b7 negres peó · c7 negres peó · d7 negres peó · e7 negres peó · f7 negres peó · g7 negres peó · h7 negres peó · d5 black cross · e5 black cross · d4 black cross · e4 black cross · a2 blanques peó · b2 blanques peó · c2 blanques peó · d2 blanques peó · e2 blanques peó · f2 blanques peó · g2 blanques peó · h2 blanques peó · a1 blanques torre · b1 blanques cavall · c1 blanques alfil · d1 blanques dama · e1 blanques rei · f1 blanques alfil · g1 blanques cavall · h1 blanques torre | a8 negres torre · b8 negres cavall · c8 negres alfil · d8 negres dama · e8 negres rei · f8 negres alfil · g8 negres cavall · h8 negres torre · a7 negres peó · b7 negres peó · c7 negres peó · d7 negres peó · e7 negres peó · f7 negres peó · g7 negres peó · h7 negres peó · d5 black cross · e5 black cross · d4 black cross · e4 black cross · a2 blanques peó · b2 blanques peó · c2 blanques peó · d2 blanques peó · e2 blanques peó · f2 blanques peó · g2 blanques peó · h2 blanques peó · a1 blanques torre · b1 blanques cavall · c1 blanques alfil · d1 blanques dama · e1 blanques rei · f1 blanques alfil · g1 blanques cavall · h1 blanques torre | a8 negres torre · b8 negres cavall · c8 negres alfil · d8 negres dama · e8 negres rei · f8 negres alfil · g8 negres cavall · h8 negres torre · a7 negres peó · b7 negres peó · c7 negres peó · d7 negres peó · e7 negres peó · f7 negres peó · g7 negres peó · h7 negres peó · d5 black cross · e5 black cross · d4 black cross · e4 black cross · a2 blanques peó · b2 blanques peó · c2 blanques peó · d2 blanques peó · e2 blanques peó · f2 blanques peó · g2 blanques peó · h2 blanques peó · a1 blanques torre · b1 blanques cavall · c1 blanques alfil · d1 blanques dama · e1 blanques rei · f1 blanques alfil · g1 blanques cavall · h1 blanques torre | a8 negres torre · b8 negres cavall · c8 negres alfil · d8 negres dama · e8 negres rei · f8 negres alfil · g8 negres cavall · h8 negres torre · a7 negres peó · b7 negres peó · c7 negres peó · d7 negres peó · e7 negres peó · f7 negres peó · g7 negres peó · h7 negres peó · d5 black cross · e5 black cross · d4 black cross · e4 black cross · a2 blanques peó · b2 blanques peó · c2 blanques peó · d2 blanques peó · e2 blanques peó · f2 blanques peó · g2 blanques peó · h2 blanques peó · a1 blanques torre · b1 blanques cavall · c1 blanques alfil · d1 blanques dama · e1 blanques rei · f1 blanques alfil · g1 blanques cavall · h1 blanques torre | 3 |
| 2 | a8 negres torre · b8 negres cavall · c8 negres alfil · d8 negres dama · e8 negres rei · f8 negres alfil · g8 negres cavall · h8 negres torre · a7 negres peó · b7 negres peó · c7 negres peó · d7 negres peó · e7 negres peó · f7 negres peó · g7 negres peó · h7 negres peó · d5 black cross · e5 black cross · d4 black cross · e4 black cross · a2 blanques peó · b2 blanques peó · c2 blanques peó · d2 blanques peó · e2 blanques peó · f2 blanques peó · g2 blanques peó · h2 blanques peó · a1 blanques torre · b1 blanques cavall · c1 blanques alfil · d1 blanques dama · e1 blanques rei · f1 blanques alfil · g1 blanques cavall · h1 blanques torre | a8 negres torre · b8 negres cavall · c8 negres alfil · d8 negres dama · e8 negres rei · f8 negres alfil · g8 negres cavall · h8 negres torre · a7 negres peó · b7 negres peó · c7 negres peó · d7 negres peó · e7 negres peó · f7 negres peó · g7 negres peó · h7 negres peó · d5 black cross · e5 black cross · d4 black cross · e4 black cross · a2 blanques peó · b2 blanques peó · c2 blanques peó · d2 blanques peó · e2 blanques peó · f2 blanques peó · g2 blanques peó · h2 blanques peó · a1 blanques torre · b1 blanques cavall · c1 blanques alfil · d1 blanques dama · e1 blanques rei · f1 blanques alfil · g1 blanques cavall · h1 blanques torre | a8 negres torre · b8 negres cavall · c8 negres alfil · d8 negres dama · e8 negres rei · f8 negres alfil · g8 negres cavall · h8 negres torre · a7 negres peó · b7 negres peó · c7 negres peó · d7 negres peó · e7 negres peó · f7 negres peó · g7 negres peó · h7 negres peó · d5 black cross · e5 black cross · d4 black cross · e4 black cross · a2 blanques peó · b2 blanques peó · c2 blanques peó · d2 blanques peó · e2 blanques peó · f2 blanques peó · g2 blanques peó · h2 blanques peó · a1 blanques torre · b1 blanques cavall · c1 blanques alfil · d1 blanques dama · e1 blanques rei · f1 blanques alfil · g1 blanques cavall · h1 blanques torre | a8 negres torre · b8 negres cavall · c8 negres alfil · d8 negres dama · e8 negres rei · f8 negres alfil · g8 negres cavall · h8 negres torre · a7 negres peó · b7 negres peó · c7 negres peó · d7 negres peó · e7 negres peó · f7 negres peó · g7 negres peó · h7 negres peó · d5 black cross · e5 black cross · d4 black cross · e4 black cross · a2 blanques peó · b2 blanques peó · c2 blanques peó · d2 blanques peó · e2 blanques peó · f2 blanques peó · g2 blanques peó · h2 blanques peó · a1 blanques torre · b1 blanques cavall · c1 blanques alfil · d1 blanques dama · e1 blanques rei · f1 blanques alfil · g1 blanques cavall · h1 blanques torre | a8 negres torre · b8 negres cavall · c8 negres alfil · d8 negres dama · e8 negres rei · f8 negres alfil · g8 negres cavall · h8 negres torre · a7 negres peó · b7 negres peó · c7 negres peó · d7 negres peó · e7 negres peó · f7 negres peó · g7 negres peó · h7 negres peó · d5 black cross · e5 black cross · d4 black cross · e4 black cross · a2 blanques peó · b2 blanques peó · c2 blanques peó · d2 blanques peó · e2 blanques peó · f2 blanques peó · g2 blanques peó · h2 blanques peó · a1 blanques torre · b1 blanques cavall · c1 blanques alfil · d1 blanques dama · e1 blanques rei · f1 blanques alfil · g1 blanques cavall · h1 blanques torre | a8 negres torre · b8 negres cavall · c8 negres alfil · d8 negres dama · e8 negres rei · f8 negres alfil · g8 negres cavall · h8 negres torre · a7 negres peó · b7 negres peó · c7 negres peó · d7 negres peó · e7 negres peó · f7 negres peó · g7 negres peó · h7 negres peó · d5 black cross · e5 black cross · d4 black cross · e4 black cross · a2 blanques peó · b2 blanques peó · c2 blanques peó · d2 blanques peó · e2 blanques peó · f2 blanques peó · g2 blanques peó · h2 blanques peó · a1 blanques torre · b1 blanques cavall · c1 blanques alfil · d1 blanques dama · e1 blanques rei · f1 blanques alfil · g1 blanques cavall · h1 blanques torre | a8 negres torre · b8 negres cavall · c8 negres alfil · d8 negres dama · e8 negres rei · f8 negres alfil · g8 negres cavall · h8 negres torre · a7 negres peó · b7 negres peó · c7 negres peó · d7 negres peó · e7 negres peó · f7 negres peó · g7 negres peó · h7 negres peó · d5 black cross · e5 black cross · d4 black cross · e4 black cross · a2 blanques peó · b2 blanques peó · c2 blanques peó · d2 blanques peó · e2 blanques peó · f2 blanques peó · g2 blanques peó · h2 blanques peó · a1 blanques torre · b1 blanques cavall · c1 blanques alfil · d1 blanques dama · e1 blanques rei · f1 blanques alfil · g1 blanques cavall · h1 blanques torre | a8 negres torre · b8 negres cavall · c8 negres alfil · d8 negres dama · e8 negres rei · f8 negres alfil · g8 negres cavall · h8 negres torre · a7 negres peó · b7 negres peó · c7 negres peó · d7 negres peó · e7 negres peó · f7 negres peó · g7 negres peó · h7 negres peó · d5 black cross · e5 black cross · d4 black cross · e4 black cross · a2 blanques peó · b2 blanques peó · c2 blanques peó · d2 blanques peó · e2 blanques peó · f2 blanques peó · g2 blanques peó · h2 blanques peó · a1 blanques torre · b1 blanques cavall · c1 blanques alfil · d1 blanques dama · e1 blanques rei · f1 blanques alfil · g1 blanques cavall · h1 blanques torre | 2 |
| 1 | a8 negres torre · b8 negres cavall · c8 negres alfil · d8 negres dama · e8 negres rei · f8 negres alfil · g8 negres cavall · h8 negres torre · a7 negres peó · b7 negres peó · c7 negres peó · d7 negres peó · e7 negres peó · f7 negres peó · g7 negres peó · h7 negres peó · d5 black cross · e5 black cross · d4 black cross · e4 black cross · a2 blanques peó · b2 blanques peó · c2 blanques peó · d2 blanques peó · e2 blanques peó · f2 blanques peó · g2 blanques peó · h2 blanques peó · a1 blanques torre · b1 blanques cavall · c1 blanques alfil · d1 blanques dama · e1 blanques rei · f1 blanques alfil · g1 blanques cavall · h1 blanques torre | a8 negres torre · b8 negres cavall · c8 negres alfil · d8 negres dama · e8 negres rei · f8 negres alfil · g8 negres cavall · h8 negres torre · a7 negres peó · b7 negres peó · c7 negres peó · d7 negres peó · e7 negres peó · f7 negres peó · g7 negres peó · h7 negres peó · d5 black cross · e5 black cross · d4 black cross · e4 black cross · a2 blanques peó · b2 blanques peó · c2 blanques peó · d2 blanques peó · e2 blanques peó · f2 blanques peó · g2 blanques peó · h2 blanques peó · a1 blanques torre · b1 blanques cavall · c1 blanques alfil · d1 blanques dama · e1 blanques rei · f1 blanques alfil · g1 blanques cavall · h1 blanques torre | a8 negres torre · b8 negres cavall · c8 negres alfil · d8 negres dama · e8 negres rei · f8 negres alfil · g8 negres cavall · h8 negres torre · a7 negres peó · b7 negres peó · c7 negres peó · d7 negres peó · e7 negres peó · f7 negres peó · g7 negres peó · h7 negres peó · d5 black cross · e5 black cross · d4 black cross · e4 black cross · a2 blanques peó · b2 blanques peó · c2 blanques peó · d2 blanques peó · e2 blanques peó · f2 blanques peó · g2 blanques peó · h2 blanques peó · a1 blanques torre · b1 blanques cavall · c1 blanques alfil · d1 blanques dama · e1 blanques rei · f1 blanques alfil · g1 blanques cavall · h1 blanques torre | a8 negres torre · b8 negres cavall · c8 negres alfil · d8 negres dama · e8 negres rei · f8 negres alfil · g8 negres cavall · h8 negres torre · a7 negres peó · b7 negres peó · c7 negres peó · d7 negres peó · e7 negres peó · f7 negres peó · g7 negres peó · h7 negres peó · d5 black cross · e5 black cross · d4 black cross · e4 black cross · a2 blanques peó · b2 blanques peó · c2 blanques peó · d2 blanques peó · e2 blanques peó · f2 blanques peó · g2 blanques peó · h2 blanques peó · a1 blanques torre · b1 blanques cavall · c1 blanques alfil · d1 blanques dama · e1 blanques rei · f1 blanques alfil · g1 blanques cavall · h1 blanques torre | a8 negres torre · b8 negres cavall · c8 negres alfil · d8 negres dama · e8 negres rei · f8 negres alfil · g8 negres cavall · h8 negres torre · a7 negres peó · b7 negres peó · c7 negres peó · d7 negres peó · e7 negres peó · f7 negres peó · g7 negres peó · h7 negres peó · d5 black cross · e5 black cross · d4 black cross · e4 black cross · a2 blanques peó · b2 blanques peó · c2 blanques peó · d2 blanques peó · e2 blanques peó · f2 blanques peó · g2 blanques peó · h2 blanques peó · a1 blanques torre · b1 blanques cavall · c1 blanques alfil · d1 blanques dama · e1 blanques rei · f1 blanques alfil · g1 blanques cavall · h1 blanques torre | a8 negres torre · b8 negres cavall · c8 negres alfil · d8 negres dama · e8 negres rei · f8 negres alfil · g8 negres cavall · h8 negres torre · a7 negres peó · b7 negres peó · c7 negres peó · d7 negres peó · e7 negres peó · f7 negres peó · g7 negres peó · h7 negres peó · d5 black cross · e5 black cross · d4 black cross · e4 black cross · a2 blanques peó · b2 blanques peó · c2 blanques peó · d2 blanques peó · e2 blanques peó · f2 blanques peó · g2 blanques peó · h2 blanques peó · a1 blanques torre · b1 blanques cavall · c1 blanques alfil · d1 blanques dama · e1 blanques rei · f1 blanques alfil · g1 blanques cavall · h1 blanques torre | a8 negres torre · b8 negres cavall · c8 negres alfil · d8 negres dama · e8 negres rei · f8 negres alfil · g8 negres cavall · h8 negres torre · a7 negres peó · b7 negres peó · c7 negres peó · d7 negres peó · e7 negres peó · f7 negres peó · g7 negres peó · h7 negres peó · d5 black cross · e5 black cross · d4 black cross · e4 black cross · a2 blanques peó · b2 blanques peó · c2 blanques peó · d2 blanques peó · e2 blanques peó · f2 blanques peó · g2 blanques peó · h2 blanques peó · a1 blanques torre · b1 blanques cavall · c1 blanques alfil · d1 blanques dama · e1 blanques rei · f1 blanques alfil · g1 blanques cavall · h1 blanques torre | a8 negres torre · b8 negres cavall · c8 negres alfil · d8 negres dama · e8 negres rei · f8 negres alfil · g8 negres cavall · h8 negres torre · a7 negres peó · b7 negres peó · c7 negres peó · d7 negres peó · e7 negres peó · f7 negres peó · g7 negres peó · h7 negres peó · d5 black cross · e5 black cross · d4 black cross · e4 black cross · a2 blanques peó · b2 blanques peó · c2 blanques peó · d2 blanques peó · e2 blanques peó · f2 blanques peó · g2 blanques peó · h2 blanques peó · a1 blanques torre · b1 blanques cavall · c1 blanques alfil · d1 blanques dama · e1 blanques rei · f1 blanques alfil · g1 blanques cavall · h1 blanques torre | 1 |
|   | a | b | c | d | e | f | g | h |   |

Un element bàsic de l'estratègia consisteix a situar peces de manera que ataquin les quatre caselles centrals de l'escaquer. Cal tenir en compte que el fet que una peça estigui situada en una casella central no vol dir necessàriament que controli el centre – per exemple, un cavall en una casella central no ataca cap altra casella central, i també que tampoc no cal que una peça estigui en una casella central per controlar el centre.
El control del centre és important perquè les batalles tàctiques sovint tenen lloc al voltant de les caselles centrals, des d'on les peces poden accedir al màxim de caselles del tauler.
Les obertures d'escacs intenten controlar el centre alhora que desenvolupen les peces. Les obertures hipermodernes són aquelles que controlen el centre amb peces des de lluny (normalment des dels flancs, per exemple, amb fianchettos); les més antigues obertures "clàssiques" (o "modernes") controlen el centre amb peons.

### Iniciativa
La iniciativa pertany al jugador que pot plantejar amenaces tals que no puguin ser ignorades, com ara fer escac al rei de l'oponent. Això posa l'oponent en la posició d'haver de fer servir el seu torn per neutralitzar les amenaces, en lloc de crear les seves pròpies, cosa que dificulta també el desenvolupament de les seves peces. El jugador que té la iniciativa està en general atacant, mentre que el rival està, en general, defensant-se.

### Defensa de les pròpies peces
És important tenir defensades les peces pròpies, encara que no estiguin directament atacades, ja que això atura possibles atacs futurs del rival. En cas que calgui afegir una peça defensora posteriorment, això costaria un temps, o fins i tot seria una tasca impossible en cas d'una forquilla o d'un atac a la descoberta per exemple. L'enfocament sobre la defensa de les peces pròpies té un antecedent teòric en la figura d'Aron Nimzowitsch, qui es va referir a aquest concepte com a "sobreprotecció". De la mateixa manera, si hom detecta peces enemigues no defensades, immediatament ha d'intentar aprofitar-se de la debilitat d'aquestes peces.
Fins i tot una peça defensada pot ser vulnerable. Si la peça defensora també defensa alguna altra cosa, hom parla de peça "sobrecarregada", en el sentit que podria no ser capaç de complir la seva tasca. Quan hi ha més d'una peça que ataca, cal també augmentar el nombre de defensors, tenint en compte els seus valors relatius. A més de defensar peces, també és sovint necessari defensar caselles clau, columnes obertes, i l'última fila, especialment si l'estructura de peons és feble.

### Canviar peces
Canviar peces significa capturar una peça del rival a canvi de permetre que el rival en capturi una de les pròpies, del mateix valor. Com a regla general, l'intercanvi de peces facilita la tasca del bàndol defensor, el qual en general té menys espai per operar.
L'intercanvi de peces sol ser convenient pel jugador que tingui avantatge material, ja que apropa el final i, per tant, deixa a l'oponent amb menys capacitat per recuperar terreny. Al final, fins i tot un simple peó d'avantatge pot decidir la partida. El canvi també beneficia el jugador atacat, el jugador que controla menys espai, i el jugador amb la millor estructura de peons.
Quan juguen contra jugadors més forts, molts principiants intenten constantment canviar peces «per simplificar les coses». No obstant això, els jugadors més forts solen ser relativament més forts al final, quan els errors greus són més comuns que no pas durant el més complicat mig joc.

### Peces específiques

#### Peons
Al final, els peons passats, el camí dels quals cap a la promoció no pot ser interceptat per peons rivals, són forts, especialment si estan avançats o protegits per un altre peó. Un peó passat a la sisena fila és aproximadament tan fort com un cavall o un alfil, i acostuma a decidir la partida. (Vegeu també peó aïllat, peons doblats, peó endarrerit, peons lligats).

#### Cavalls
Com que els cavalls poden ser fàcilment desallotjats amb jugades de peó, sovint és avantatjós situar els cavalls als holes de la posició enemiga (caselles fortes), en les quals no poden ser atacats per peons rivals. Un cavall així a la cinquena fila és un gran actiu, i un a la sisena fila pot ser tan poderós com una torre. Un cavall a la vora o en una cantonada del tauler controla menys caselles que un al centre. En anglès hi ha una dita significativa d'aquest fet: "A Knight on the rim is dim!" ("Un cavall en una vora de l'escaquer és feble").
Un rei i un cavall, o rei i dos cavalls, és un material insuficient per forçar l'escac i mat si el rival té un rei solitari (vegeu Final de dos cavalls.)

#### Alfils
L'alfil sempre roman a les caselles del color en què comença la partida, de manera que un cop que un d'ells ja no és al tauler, les caselles del seu color es tornen més difícils de controlar. Quan això succeeix, els peons situats a una casella de l'altre color no obstrueixen l'acció de l'alfil, mentre que els peons del rival que estiguin bloquejats directament al davant seu, seran vulnerables a l'atac de l'alfil propi.
Un alfil fianquetat a, per exemple, g2 després de g2-g3, pot proporcionar una forta defensa pel rei enrocat a g1, i sovint exerceix pressió a la gran diagonal h1-a8. Després d'un fianchetto, canviar l'alfil afebleix els holes a la cadena de peons, i fer-ho amb l'alfil de l'enroc pot tenir gran impacte en la seva seguretat.
En general, un alfil té un valor similar al d'un cavall. En certes circumstàncies, un dels dos pot ser més valuós que l'altre. Si la partida és "tancada", amb formacions de peons entrellaçats, el cavall tendeix a ser millor, ja que pot saltar sobre els peons, mentre que l'alfil pateix el bloqueig. Un alfil és feble també si és restringit pels peons propis, especialment si aquests peons estan bloquejats en caselles del color de l'alfil. Un cop s'ha perdut un alfil, l'alfil restant es considera afeblit, en el sentit que el rival pot dirigir la seva estratègia sobre les caselles de l'altre color.
En una partida oberta, amb acció a ambdós costats del tauler, l'alfil tendeix a ser més fort, degut al seu ampli radi d'acció. Això és especialment cert en el final; si hi ha peons passats fent una carrera en flancs oposats, el jugador que tingui un alfil normalment té més opcions de guanyar que no pas el que tingui un cavall.
Rei i alfil no són material suficient per fer mat a un rei solitari.

#### Torres
Les torres tenen un major marge de moviment en columnes semiobertes (les que no tenen peons del seu propi color). Les torres a la setena fila poden ser molt poderoses, ja que ataquen peons que només poden ser defensats per altres peces, i poden confinar el rei enemic a la seva primera fila. Un parell de torres en setena fila és sovint un senyal de posició guanyadora.
En posicions de mig joc i finals amb un peó passat, la Regla de Tarrasch diu que les torres, ja siguin del mateix color que el peó, o del contrari, són normalment més fortes darrere el peó que davant d'ell.
Un rei i una torre són material suficient per fer escac i mat a un rei solitari, (encara que sigui una mica més dificultós que l'escac i mat amb rei i dama); aquest fet distingeix la torre com a peça major, més poderosa que el cavall i l'alfil.

#### Dama
Les dames són les peces més poderoses. Tenen una gran mobilitat, i poden crear moltes amenaces d'un sol cop; per això, és més fàcil muntar un atac de mat amb les dames sobre el tauler. En general, és prudent esperar a desenvolupar la dama fins que ho hagin fet abans els cavalls i els alfils, per tal d'evitar que la mateixa dama sigui atacada per les peces menors enemigues, i perdi temps.

#### Rei
Durant el mig joc, el rei és normalment més protegit quan és en un racó, darrere dels seus peons. Si les torres i la dama deixen la primera fila, però, una torre enemiga pot fer escac i mat al rei amb la invasió de la primera fila. Movent un dels peons per davant del rei (fent un Luft) es pot crear una casella d'escapament, però es debilita la posició del rei.
El rei pot arribar a ser una peça important en el final. Amb material reduït, el perill del mat ja no és una preocupació immediata, i moure el rei cap al centre del tauler li dona més possibilitats de crear amenaces i tenir una influència més activa en el joc.